# Bătălia de la Arnhem
Bătălia de la Arnhem a fost o luptă faimoasă din timpul celei de-a doua conflagrații mondiale care a avut loc în regiunea orașelor olandeze Arnhem, Oosterbeek, Wolfheze și Driel în perioada 17–26 septembrie 1944.
După ce au reușit să elibereze teritoriile Franței și Belgiei în vara anului 1944, aliații occidentali se aflau în fața sarcini eliberării Olandei. Feldmareșalul britanic Bernard Montgomery susținea executarea unui singur atac major peste brațele cursului inferior al Rinului. Această acțiunea ar fi permis Armatei a 2-a britanice să ocolească Linia Siegfried și să atace zona industrială Ruhr. Pentru atingerea acestui obiectiv, aliații au lansat pe 17 septembrie Operațiunea Market Garden. Au fost parașutate în Olanda trupe aeropurtate, care trebuiau să asigure cucerirea și păstrarea controlului asupra podurilor de importanță strategică și a orașelor aflate pe direcția principală de atac a aliaților. În zona cea mai de nord a operațiunii, Divizia I aeropurtată britanică, sprijinită de Regimentul de planoare și Brigada I independentă poloneză de parașutiști a aterizat la Arnhem. Obiectivul parașutiștilor l-a reprezentat cucerirea și apărarea podurilor de peste Nederrijn. Planul lui Montgomery se baza pe supoziția că înaintarea forțelor terestre britanice din Corpul XXX spre podurile cucerite de trupele aeropurtate nu va întâmpina o rezistență puternică, iar joncțiunea lor se putea face în două-trei zile. 
Trupele aeropurtate britanice au aterizat ceva distanță de obiectivele lor și au trebuit imediat să facă față rezistenței puternice a germanilor, în special a celor din 9. SS-Panzer-Division „Hohenstaufen” și 10.SS-Panzer-Division „Frundsberg”. Doar grupuri mici de parașutiști au reușit să ajungă în fața podului rutier din Arnhem, în timp ce restul militarilor aliați au fost opriți din înaintare în lupte din periferia orașului. În același timp, Corpul XXX nu a reușit să înainteze spre nord în ritmul anticipat datorită distrugerii podului de la Son (Brabantul de Nord). Ca urmare, trupele terestre nu au asigurat înlocuirea în luptă a trupelor aeropurtate așa cum fusese planificat. După patru zile de lupte, parașutiștii britanici au fost copleșiți de atacurile germanilor, iar restul diviziei a fost încercuit într-o pungă mică la nord de râu. Aceștia din urmă nu au putut fi sprijiniți nici de polonezii din Corpul XXX, când aceștia au ajuns pe malul sudic al râului, și nu au putut fi reaprovizionați de avioanele RAF. După nouă zile de lupte grele, supraviețuitorii din trupele aeropurtate au fost evacuați în cadrul Operațiunii Berlin.
Dat fiind că nu au reușit să cucerească și să păstreze controlul asupra podurilor de peste Nederrijn, aliații nu au mai putut să își continue înaintarea, iar linia frontului s-a stabilizat la sud de Arnhem. Divizia I aeropurtată a pierdut aproape trei sferturi din efectivul de luptă și nu a mai putut fi refăcută pentru ca să reintre în luptă. 

## Contextul general
În septembrie 1944, aliații occidentali au reușit să iasă din capetele de pod din Normandia și au declanșat urmărirea forțelor germane în retragere prin nordul Franței și Belgia. Deși comandanții aliaților erau în favoarea unei ofensive pe front larg pentru continuarea înaintării în Olanda și Germania, feldmareșalul britanic Bernard Montgomery considera că mai nimerită este executarea unei lovituri îndrăznețe spre nord prin provincia olandeză Gelderland, pentru ocolirea liniei fortificate  „Siegfried”. Un asemenea atac ar fi deschis drumul aliaților spre inima industrială a Germaniei din regiunea Ruhr. Dacă inițial a existat o propunere care prevedea acțiunea forțelor britanice și poloneze cunoscută ca „Operațiunea Comet”, planul a fost dezvoltat rapid pentru implicarea aproape a întregii Armate I aeropurtate. Atacul avea să fie dat pe de-o parte de trupele aeropurtate în Olanda, iar pe de alta de trupele terestre care urmau să înainteze dinspre sud, forma finală a planului primind numele de cod  „Market Garden”.
Planul lui Montgomery prevedea lansarea Diviziei a 101 aeropurtată SUA pentru capturarea podurilor din zona orașului Eindhoven, a Diviziei a 82-a aeropurtate SUA pentru cucerirea podurilor din zona orașului Nijmegen și a Diviziei I aeropurtate britanice (din care făcea parte și Brigada I independentă de parașutiști polonezi) pentru capturarea celor trei poduri peste Rin de la Arnhem. În ciuda faptului că generalul american Lewis H. Brereton se afla la comanda Armatei I aeropurtate, locțiitorul lui, generalul britanic Frederick Browning a fost numit la comanda operațiunii de parașutare. Armata a 2-a britanică, în frunte cu unitățile Corpului XXX britanic trebuia să înainteze rapid, timp de două zile, spre culoarul cucerit de parașutiști, preluând pozițiile cucerite de aceștia și să traverseze Rinul. Dacă planul ar fi funcționat, ar fi deschis drumul aliaților spre inima Germaniei și, sperau comandanții, i-ar fi forțat liderii naziști să capituleze până la sfârșitul anului.

### Planul britanic

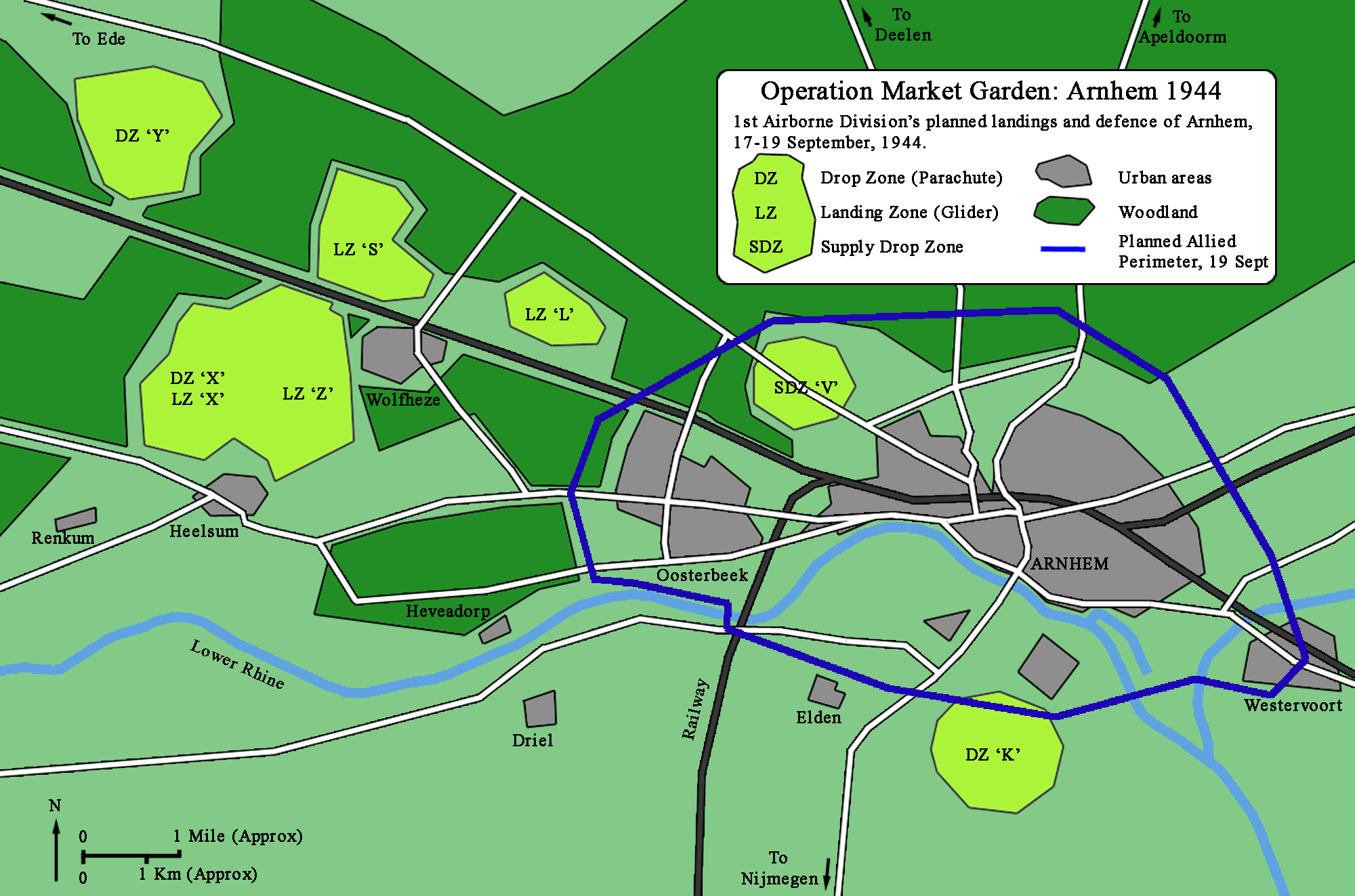
Planurile parașutărilor și a defensivei britanice de la Arnhem

Dat fiind faptul că Divizia a 6-a aeropurtată britanică era în perioada de refacere după încheierea operațiunii Tonga și a luptelor din Normandia, sarcina asigurării controlului asupra capului de pod peste Rin i-a revenit Diviziei I aeropurtate comandate de generalul Roy Urquhart. Divizia era formată din trei brigăzi de infanteriei (două de parașutiști și una infanterie transportată cu planoare). De asemenea, divizia dispunea de baterii de artilerie de câmp și antitanc și unități de geniști aeropurtate, intendență și sanitare. Cei mai mulți dintre militarii diviziei participaseră la operațiunile aeropurtate britanice din Africa de nord și Sicilia,, printre acești remarcându-se cei din Brigada I de parașutiști și Brigada I aeropurtată. În ciuda tuturor acțiunilor de pe diferite teatre de luptă, Market Garden a fost prima operațiune la care au participat întregul efectiv al diviziei.
Pentru această operațiune, divizia a fost întărită cu 1.200 de piloți de planoare, echivalentul a două batalioane de infanterie. În plus, diviziei i-a mai fost repartizat un comando olandez și o subunitate americană de telecomunicații Urquhart a primit de asemenea comanda Brigăzii I independente de parașutiști polonezi, unitate care avea să participe și ea la operațiunile de cucerire a podurilor.
Obiectivul diviziei era asigurarea securității drumului, a podurilor de cale ferată și de pontoane de peste cursul Rinului inferior la Arnhem pentru o perioadă de două-trei zile, până când sarcinile lor urmau să fie preluate de Corpul XXX. Încă de la început, Urquhart a fost foarte limitat în ceea ce privește pregătirea și transportul trupelor pentru bătălia ce avea să vină. Comandamentul IX al avioanelor de transport SUA avea disponibilă pentru acțiune doar o capacitate limitată. În același timp cu operațiunea de la Arnhem trebuia să se desfășoare alte două parașutări de amploare. Din acest motiv, americanii nu aveau suficiente avioane pentru transportarea și parașutarea diviziei într-un singur val în Olanda. În plus, generalul Williams— comandatul avioanelor de transport – a hotărât că piloții săi pot să execute o singură misiune de parașutare pe zi, ceea ce însemna că întreaga divizi, inclusiv brigada independentă poloneză, puteau fi transportați în zona ordonată într-o perioadă de trei zile. În zona de parașutare existau doar puține suprafețe care să poată fi folosite pentru aterizarea planoarelor, iar piloții se fereau să zboare prea aproape de Arnhem, unde puteau fi doborâți de artileria antiaeriană de la aeroportul Deelen,. Din aceste motive, Urquhart a fost obligat să aleagă zone de parașutare sau de aterizare aflate la o distanța de până la 12,5 km de orașul Arnhem, pe malul nordic al râului. Sarcina cuceririi și păstrării controlului asupra podurilor și zonelor de parașutare a proviziilor de care avea să fie nevoie în timpul luptelor făcea ca Divizia I aeropurtată să fie obligată să apere o arie cu un perimetru de 30 km, cel puțin până la sosirea in zonă a trupelor terestre ale Corpului XXX.

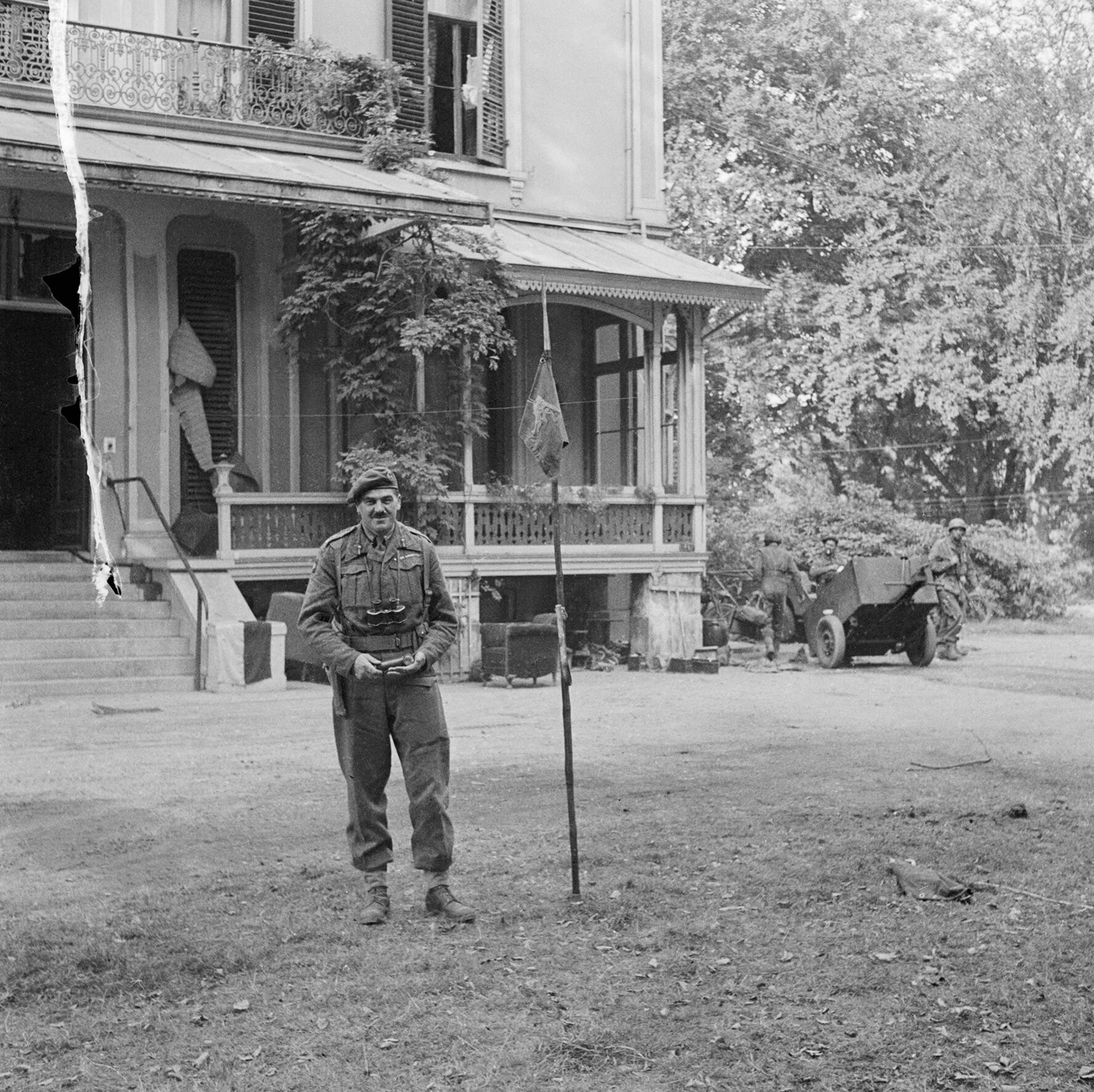
Generalul Roy Urquhart la scurtă vreme după reîntoarcea la cartierul general al diviziei, Hotelul Hartenstein, pe 19 septembrie

Urquhart a hotărât să lanseze Brigada I de parașutiști (comandată de generalul Gerald Lathbury) și Brigada I aeropurtată (comandată de generalul Philip Hugh Hicks) în prima zi a operațiunii. Brigada aeropurtată, Regimentul I de infanterie ușoară aeropurtată, artileria, geniștii, unitățile medicale și cartierul general aveau să aterizeze în zonele de aterizare „S” și „Z” și să se deplaseze pentru asigurarea siguranței zonelor de parașutare și aterizare pentru zilele următoare, dat fiind faptul că cel puțin trei batalioane de parașutiști aveau să ajungă în zona de parașutare „X”, de unde trebuiau să se deplaseze pe trei drumuri diferite spre Arnhem, pentru asigurarea controlului asupra podurilor. Batalionul al 2-lea comandat de locotenent-colonelul John Frost urma să se deplaseze pe drumul de pe malul râului până în centrul orașului Arnhem – rută care a primit numele de cod „Lion” – și să asigure apărarea podurilor principale de cale ferată și rutier ca și a unui pod de pontoane aflat între cele două de mai înainte. Batalionul al 3-lea de parașutiști comandat de locotenent colonelul Fitch trebuia să se deplaseze spre Arnhem prin Oosterbeek pe așa numita rută „Tiger” și să sprijine cucerirea podului rutier și să ocupe poziții defensive în estul orașului. Batalionul 1 comandat de locotenent-colonelul Dobie trebuia să deplaseze pe ruta „Leopard” la nord de linia de cale ferată și să ocupe înălțimile de la nord și nord-est de Arnhem. Vârful de lance al atacului trebuia să fie o subunitate de recunoaștere dotată cu Jeep-uri din cadrul Escadrilei I aeropurtate de recunoaștere comandată de maiorul Frederick Gough care, deplasându-se pe ruta „Leopard”, trebuia să se folosească de elementul surpriză și să cucerească podul rutier. A doua zi, Brigada a 4-a de parașutiști comandată de generalul John (Shan) Hackett trebuia să aterizeze în zona de parașutare „Y” împreună cu unități suplimentare de artilerie, iar restul elementelor Brigăzii aeropurtate trebuiau să ajungă în aceeași zi în zona de aterizare „X”. Cele trei batalioane ale lui Hackett trebuiau să asigure sprijinul pozițiilor deja cucerite de parașutiști în nordul și nord-vestul Arnhemului. În a treia zi, Brigada I de parașutiști polonezi urma să fie lansată la sud de râu în zona de parașutare „K”. După traversarea podului, polonezii trebuiau să se alăture camarazilor din zona de est a orașului, făcând joncțiunea cu subunitățile de artilerie aduse cu planoarele în zona de aterizare „L”. Brigada I aeropurtată avea să aibă ca sarcină apărarea localității Oosterbeek în zona de vest a perimetrului, iar Brigada I de parașutiști avea ca sarcină zona de sud a podurilor. Odată ce Corpul XXX ar ajuns în apropierea capului de pod, Divizia de infanterie a 52-a trebuia să fie debarcate pe aeroportul Deelen, de unde să sprijine forțele terestre de la nord de Rin. Restul unităților ale diviziei trebuiau să se deplaseze terestru urmând Corpul XXX. Toate unitățile aliate trebuiau să fie reaprovizionate pe calea aerului de Grupurile RA 38 și 46, prima parașutare de provizii urmând să fie făcută în zona „L” în a doua zi a operațiunii, următoarele parașutării urmând să fie făcute în zona „V”.

### Informațiile militare
Datorită calității slabe a informațiilor militare, britanicii se așteptau la o rezistență redusă din partea militarilor germani, din care majoritatea ar fi făcut parte din trupele de rezervă. Britanicii nu se așteptau ca germanii să poată opune o rezistență puternică asaltului combinat aerian și terestru, mulți comandanți militari așteptându-se ca succesul operațiunii să conducă la înfrângerea imediată a Germaniei. Au existat chiar militari care și-au luat în bagaje echipament sportiv, care ar fi urmat să fie folosit în perioada de ocupație a Germaniei. Starea de spirit foarte optimistă din timpul pregătirii operațiunii avea să aibă până la urmă consecințe tragice. Responsabilul cu informațiile militare ale lui generalului Frederick Browning, maiorul Brian Urquhart, a obținut vești din partea Grupului de armată al 21-lea din Belgia și  a Rezistenței olandeze conform cărora blindatele germane erau amplasate în jurul orașului Arnhem. Urquhart a obținut dovezi suplimentare cu privire la prezența tancurilor după executarea unor zboruri de recunoaștere pe care le-a ordonat. Browning nu a apreciat la adevărata valoare aceste informații și a ordonat medicului șef să îl trimită pe Urquhart în concediu medical. De fapt, SHAEF (Cartierul general al Forțelor Expediționare Aliate) știa că la Arnhem se aflau aproape în mod sigur două divizii Panzer, dar a preferat să ignore acest fapt.

### Forțele germane

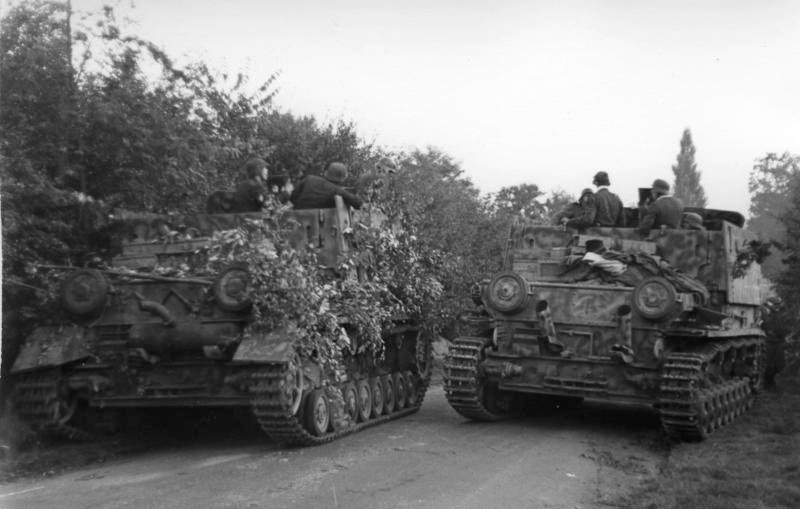
Tun antiaerian autopropulsat al Diviziei a 9-a SS Panzer. Blindatele Corpului II SS Panzer aveau să încline în mod hotărâtor sorții luptelor în favoarea germanilor.

Eliberarea orașului Antwerp de pe 4 septembrie a provocat panică în rândul trupelor de rezervă din Olanda – așa numita „Marțea Nebună”. Totuși, aliații, ale căror linii erau foarte întinse, s-au oprit pentru  reorganizare, ceea ce le-a acordat germanilor un răgaz pentru regrupare. Încercările făcute pentru clarificarea efectivelor exacte ale germanilor au fost dificil de realizat.
Feldmareșalul  Walter Model—comandantul Grupului de Armată B—și-a mutat cartierul general la Arnhem, de unde a coordonat restabilirea pozițiilor defensive și reorganizarea unităților cu efective dispersate. În momentul în care aliații au lansat Market Garden, mai multe mari unități germane erau gata de luptă.  La vest de Arnhem era plasat „Kampfgruppe Von Tettau”, cu efective echivalente a șapte batalioane, cu militari din cadrul amestecate din cadrul „Wehrmacht”, „Luftwaffe”, „Kriegsmarine”, „Waffen-SS”  și ale serviciilor aprovizionare, care era comandat de generalul Hans von Tettau cu cartierul general la Grebbeberg. Printre militarii SS se numărau elevii școlii de subofițeri „SS Unteroffizierschule Arnheim” și Batalionul de instrucție al 16-lea SS  de sub comanda „Sturmbannführerului” SS Sepp Krafft. Acesta din urmă și unitatea sa au jucat un rol crucial în primele faze ale bătăliei. Garnizoana orașului era sub comanda generalului Friedrich Kussin.

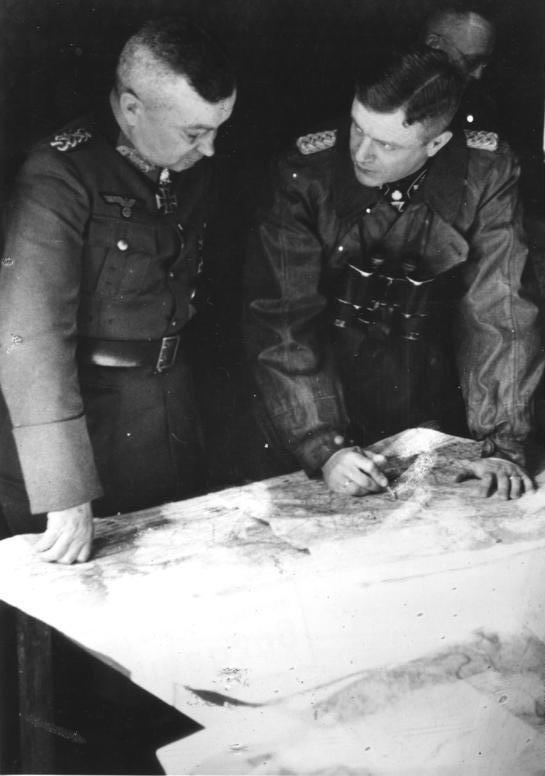
Walter Model și Heinz Harmel

În plus, II. SS-Panzerkorps comandate de „Obergruppenführer” Wilhelm Bittrich (format din resturile Diviziei a 9-a Panzer „Hohenstaufen” și Diviziei a 10-a Panzer „Frundsberg’”) a fost transferate în zona de nord a Arnhemului pentru reorganizare și refacere. Deși II. SS-Panzerkorps suferise pierderi grele ca să străpungă încercuirea de la Falaise, în rândurile sale se aflau veterani experimentați, care se adăugau efectivelor germane din zonă, al căror număr era mult peste ce se așteptau aliații. Un fapt foarte important era acela că acești soldați fuseseră special pregătiți pentru lupta împotriva atacurilor trupelor aeropurtate. Ambele divizii germane fuseseră antrenați luni de zile în timpul în care așteptau sosirea noilor  mașini de luptă. Germanii puseseră la punct în ultimele 15 luni, atât în timpul cursurilor teoretice cât și a exercițiilor practice, cele mai bune căi de răspuns la atacul parașutiștilor. Divizia a 9-a SS avea în rândurile sale o brigadă „Panzergrenadier”, un batalion de recunoaștere, un batalion de artilerie, două baterii de tunuri autopropulsate și o companie de tancuri. Nu este cunoscut cu exactitate numărul soldaților care se retrăseseră din Normandia. Unele surse susțin că Divizia a 9-a număra până la 6.000 de militari, în timp ce altele consideră că a fost vorba de 6.000 – 7.000 de oameni.
Alături de germani, la Arnhem luptau și olandezi pronaziști. Printre aceștia se aflau membri ai Nationaal-Socialistische Beweging, dar și persoane condamnate, forțate să se înroleze. Unitățile olandeze erau incorporate în cadrul marilor unități germane. La Arnhem, „SS Wachbattalion 3” format din olandezi era atașat la „Kampfgruppe Von Tettau”, iar Batalionul al 3-lea  al Diviziei a 34-a de voluntari SS „Landstorm Nederland” din tabăra de antrenament din Hoogeveen a intrat în compoziția aceleiași divizii pe 20 septembrie..
În timpul desfășurării luptelor, germanii au trimis trupe suplimentare în zonă. Adolf Hitler, surprins la început de atac, a fost convins că apărarea Olandei trebuie să fie prioritară și a aprobat trimiterea de întăriri suplimentare la Arnhem. Model a ordonat ca noii sosiți să fie trimiși direct în prima linie. De-a lungul celor nouă zile de lupte, puterea militară germană a crescut constant, în vreme ce britanicii au pierdut constant soldați și echipamente. Pe 21 septembrie, în a cincea zi de lupte, germanii aveau o superioritate numerică de 3:1 și aceasta continua să crească.

## Luptele

### Prima zi, duminică 17 septembrie

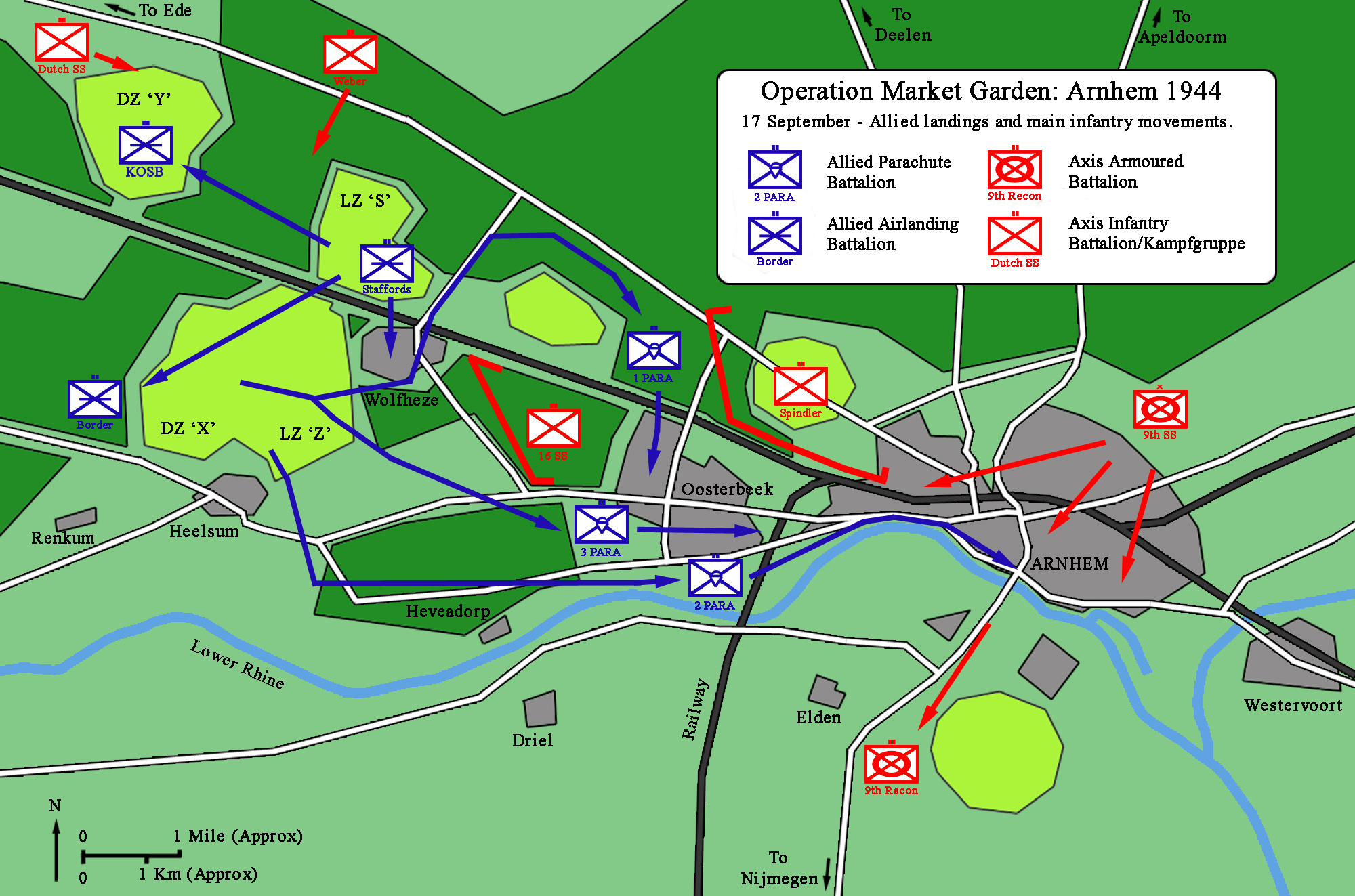
Primele acțiuni de infanterie, 17 septembrie

Mai înainte de primele parașutări, aliații au executat raiduri intense de bombardament și mitraliere ale pozițiilor germane. Raidurile aeriene au vizat pozițiile cunoscute ale bateriilor artileriei antiaeriene, ca și a clădirilor care adăposteau soldați și depozite militare. Între timp, primul val decolat a suferit pierderi minime. Primii care au aterizat la 12:40 au fost parașutiștii din Compania a 21-a independentă, care au marcat zonele de aterizare pentru planoare și de lansare pentru valurile principal de asalt. Aterizările s-au desfășurat în cea mai mare parte fără să întâmpine obstacole, iar batalioanele s-au format rapid și în ordine, fiind gata în jurul orei 14:45 să înceapă luptele. În timp ce Brigada I aeropurtată ocupa poziții defensive în jurul zonelor de aterizare, Brigada I parașutiști se pregătea să se deplaseze spre est, pentru ocuparea podurilor. Lathbury și cartierul său general se deplasa în spatele soldaților lui Frost pe ruta „Lion”. Deși în timpul aterizării planoarelor, unele dintre mașinile de teren Willys MB ale companiei de recunoaștere au fost distruse, militarii acesteia au reușit să își concentreze forțele și au început deplasarea pe ruta „Leopard”.
Germanii nu erau pregătiți pentru respingerea planoarelor și au fost luați prin surprindere la început. Model, care a considerat în mod greșit că parașutiștii au venit să îl ia prizonier, și-a părăsit cartierul general din hotelul Hartenstein din Oosterbeek și s-a refugiat la cartierul general al lui Bittrich de la Doetinchem, la est de Arnhem. De aici el avea să conducă luptele în continuare. Divizia a 10-a SS a fost trimisă spre sud, pentru ca să respingă aterizările aliate de la Nijmegen și să apere polderul de la confluența Rinului inferior și a Waalului, în timp ce Divizia a 9-a a primit sarcina apărării Arnhemului. Divizia a 9-a SS era în plin proces de pregătire a reîntoarcerii în Germania, iar Harmel se dusese la Berlin încercând să obțină recruți, arme și provizii pentru unitatea sa. El a primit ordinul să se deplaseze rapid la Arnhem și să preia comanda. Între timp, „Obersturmbannführer” Ludwig Spindler, comandantul regimentului de artilerie al diviziei, o organizat rapid un „grup de luptă” – „Kampfgruppe Spindler”. Dacă la început grupul avea doar 120 de oameni, efectivele sale au crescut în timpul luptelor prin cooptarea a 16 unități separate. Acest grup a primit ordinul să înainteze spre vest, la Oosterbeek, unde să blocheze înaintarea britanicilor către centrul orașului Arnhem. 
Între timp, batalionul de recunoaștere al Diviziei a 10-a SS aflat sub comanda „Hauptsturmführer” Viktor Gräbner s-a deplasat la Nijmegen și a traversat podul de la  Arnhem seara târziu. La început, nicio unitate nu primise sarcina apărării podului. 
Comandantul garnizoanei Arnhem, generalul maior Friedrich Kussin fusese ucis în timp ce se îndrepta spre cartierul său general de parașutiștii din Batalionul al 3-lea. Moartea generalului lăsase un vid la vârful comenzii. Batalionul SS a primit ordinul să apere podul de-abia seara târziu. În acel moment, doar o singură unitate germană (Batalionul al 16-lea SS de instrucție) din Wolfheze era în zonă gata ca să se opună înaintării aliaților spre poduri. Comandantul batalionului SS, Sepp Krafft și-a organizat rapid militarii din subordine în poziții defensive la vest de Oosterbeek.

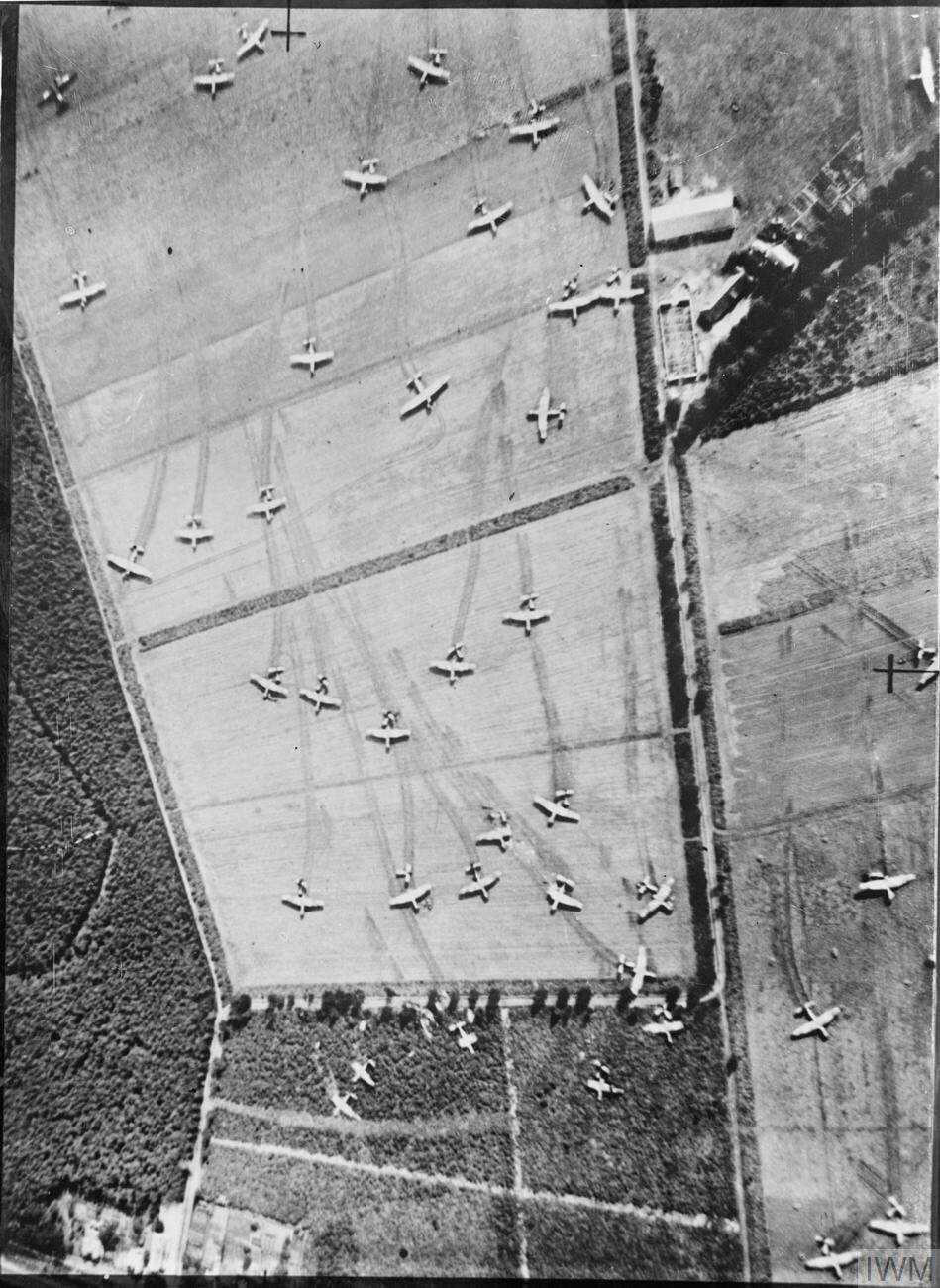
Planoare Horsa și Hamilcar din dotarea Brigăzii I aeropurtate aterizate în zona „Z” la vest de Wolfheze pe 17 septembrie.

Înaintarea aliaților a întâmpinat repede piedici importante. Unitatea de recunoaștere a căzut într-o ambuscadă organizată de oamenii lui Krafft și s-a retras. Batalioanele 1 și 3 de parașutiști au fost la rândul lor oprite de subordonații lui Krafft, restul zilei fiind  petrecute în lupte de hărțuire. Batalionul al 3-lea a încercat să se deplaseze spre sud în timpul nopții, dar a fost oprit la Oosterbeek, iar Batalionul 1 a încercat să înainteze spre nord, unde a fost întâmpinat de  forțele lui Spindler, nereușind să ajungă la șoseaua Arnhem-Ede de pe ruta „Leopard”. În schimb, Dobie a decis să abandoneze planul inițial și să îl ajute pe Frost, care ataca podul, și a ordonat batalionului său să se deplaseze spre sud în timpul nopții la Oosterbeek. Doar acțiunea Batalionului 2 nu a întâmpinat o rezistență puternică, reușind să evite liniile defensive ale germanilor, care nu fuseseră stabilite ferm în zonă. În schimb, înaintarea britanicilor a fost încetinită de masa de civili olandezi, care aglomeraseră drumurile aclamându-i pe aliați. parașutiștii britanici au reușit să ajungă la poduri după-amiaza târziu. Podul de cale ferată fusese aruncat în aer de geniștii germani mai înainte ca aliații să ajungă aici, iar podului de pontoane îi lipsea secțiunea din mijloc. La venirea serii, militarii companiei A comandate de maioul Digby Tatham-Warter au fost martorii traversării podului de către soldații germani comandați de Gräbner. Cea mai mare parte a batalionului aliat și unele dintre unitățile de sprijin, printre care două mașini de teren din grupul lui Gough, tunurile antitanc cu proiectile de 6 livre, cartierul general al brigăzii și geniștii, în total cam 740 de militari, au înaintat la căderea nopții până în  centrul orașului Arnhem. Aici, ei au reușit să ocupe capătul de nord, neapărat de germani, al podului rutier.  Cartierul general era condus de maiorul Tony Hibbert.
Locotenentul John Hollington Grayburn a condus o tentativă de preluare a controlului asupra capătului sudic al podului, dar a fost respin.  O a doua încercare de preluare a controlului cu folosirea aruncătoarelor de flăcări a eșuat de asemenea. Pe de altă parte, toate acțiunile britanicilor au dus la consolidarea pozițiilor lor, ceea ce le-a permis respingerea atacurilor Batalionului 10 SS de recunoaștere și altor unități mai mici, care fuseseră trimise să apere podul.
Între timp, militarii Brigăzii aeropurtate au ocupat rapid poziții pentru asigurarea securității zonelor de aterizare. Batalionul 2 al Regimentului „South Staffordshire” s-a deplasat la Wolfheze, Batalionul 1 al Regimentului de grăniceri a asigurat apărarea zonei de parașutare „X”, iar Batalionul 7 al Regimentului regal de grăniceri regali au preluat apărarea zonei de parașutare „Y”. Aici, grănicerii britanici au prins în ambuscadă Batalionul SS olandez, care se deplasa de la Ede spre Arnhem. Unitățile de artilerie aeropurtată și cartierului general al diviziei s-au deplasat în Wolfheze și Oosterbeek. În această ultimă localitate, în casa lui Kate ter Horst, a fost organizat un post de prim ajutor.
Acțiunile aliaților au fost puternic limitate în aceste faze de început de calitatea proastă a comunicațiilor dintre subunități. Raza de acțiune a stațiilor de radio-emisie ale parașutiștilor a fost puternic redusă de existența zonelor împădurite iar, în timpul înaintării spre pozițiile ordonate, batalioanele au pierdut legătura cu cartierul general și zonele de aterizare. În cursul celor nouă zile care au urmat, comunicațiile radio dintre unitățile diviziei, cu cartierul general al lui Browning de la Nijmegen, cu Corpul XXX și cu planificatorii din Anglia au fost intermitente și de slabă calitate. În această perioadă, pentru asigurarea comunicațiilor cu Anglia, au fost folosiți inclusiv porumbei călători. Și datorită acestor limitări, Urquhart a hotărât să urmeze Brigada I de parașutiști și să ia legătura cu Lathbury. When he found the Brigade HQ on „Lion” route, he was informed by Major Hibbert, who, at that time, was still en route to the bridge, that Lathbury himself was visiting the 3rd Battalion. Urquhart followed Lathbury there but subsequently would not be able to return to Divisional HQ for two days.

### A doua zi– luni 18 septembrie

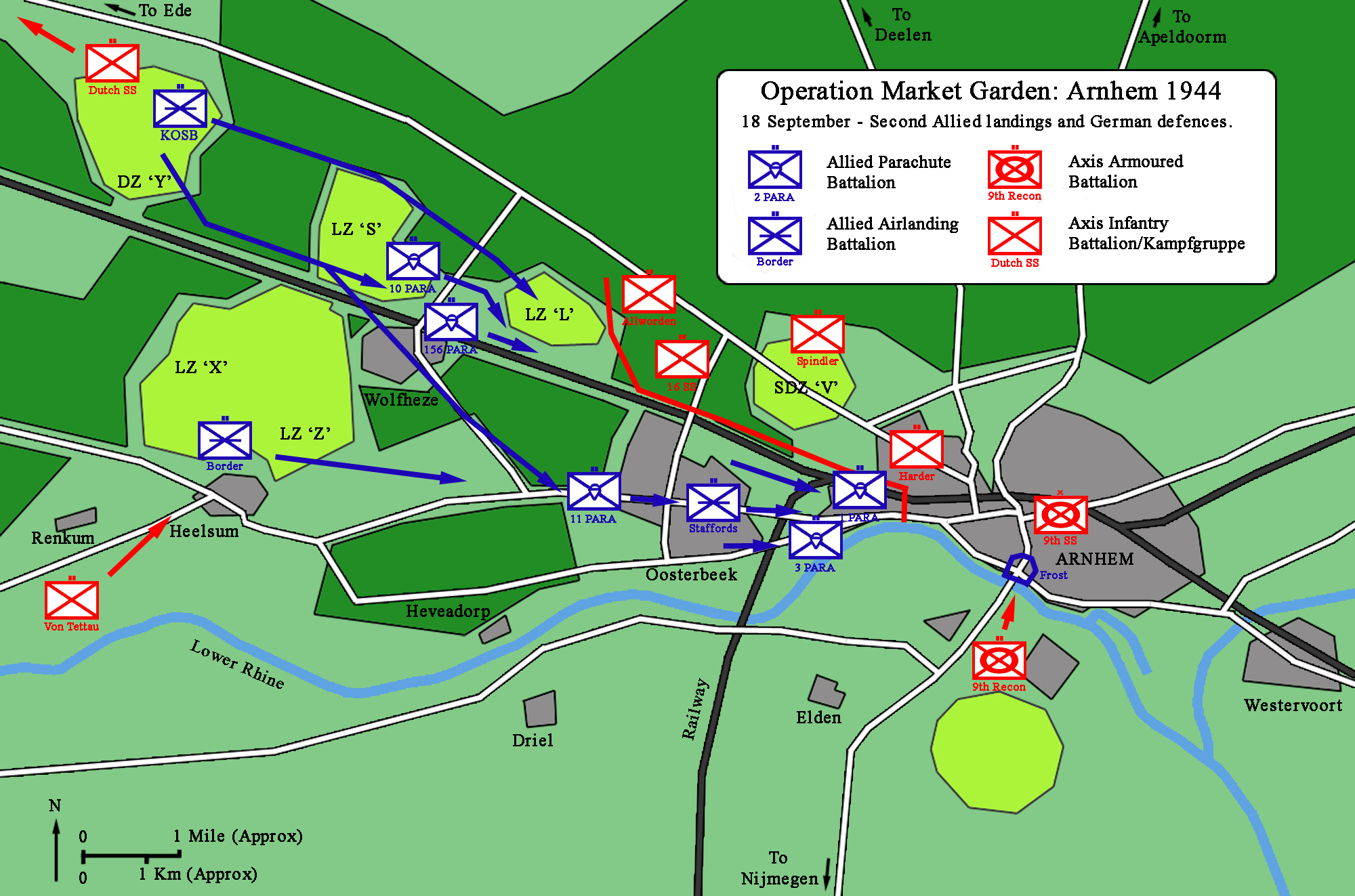
A doua zi a operațiunii – înaintarea britanicilor și pozițiile defensive germane

Pe parcursul celei de-a doua zile,  18 septembrie, unitățile Diviziei a 9-a SS blindate au continuat să întărească linia defensivă. Unitatea lui Krafft s-a retras în timpul nopții și s-a alăturat liniei comandate de Spindler, sub comanda căruia au trecut toți militarii. Forța unității lui Spindler a continuat să crească în timp ce noi subunități soseau pe noua linie a frontului, care s-au despărțit până la urmă în două grupuri: „Kampfgruppe” Allworden și „Kampfgruppe” Harder. Linia defensivă asigura acum apărarea întregului flanc vestic al Arnhemului și a reușit să acopere breșa de-a lungul râului pe care o folosise Frost cu o zi mai devreme.
În timpul nopții, batalioanele 1 și 3 de parașutiști reușiseră să se strecoare până pe ruta folosită inițial de batalionul al 2-lea pentru intrarea în oraș, sperând să poate să ajungă mai departe în centrul Arnhemului. Ei au ajuns în dreptul pozițiilor germane încă pe întuneric și, timp de câteva ore, au încercat să străpungă liniile acestora. Linia germanilor comandați de Spindler, care primeau un val continuu de întăriri, era tot mai puternică pentru a fi străpunsă, iar până la ora 10:00 înaintarea britanicilor a fost oprită. Un atac mai  bine coordonat a fost declanșat după amiază, dar și acesta a fost respins. Urquhart a încercat să se reîntoarcă la cartierul său general de la Oosterbeek, dar s-a trezit izolat și a fost obligat să se adăpostească împreună cu încă doi ofirțeri în mansarda unei case olandeze. Lathbury a fost rănit și a fost forțat la rândul lui să caute să se ascundă.
În luptele de la capul de pod, militarii SS ai Diviziei a 99-a au reușit să încercuiască batalionul lui Frost, izolându-l de restul diviziei. Pe la ora 09:00, batalionul de recunoaștere SS s-a deplasat înapoi spre Arnhem dinspre sudul râului, după ce comandanții au constatat că nu este nevoie de prezența militarilor acestuia la Nijmegen. Deși au identificat pozițiile britanicilor de la capul de pod, germanii au încercat totuși să îl traverseze în forța. După o încleștare de două ore, în timpul căreia a suferit pierderi grele, batalionul SS a trebuit să se retragă. Cam jumătate dintre vehiculele blindate ale batalionului au fost distruse în luptă, iar comandantul unității, Viktor Eberhard Gräbner, a fost ucis în acțiune.  Germanii au continuat să atace de-a lungul perimetrului apărat de forțele britanice pentru restul zilei, dar aliații au rezistat tuturor asalturilor inamicilor.

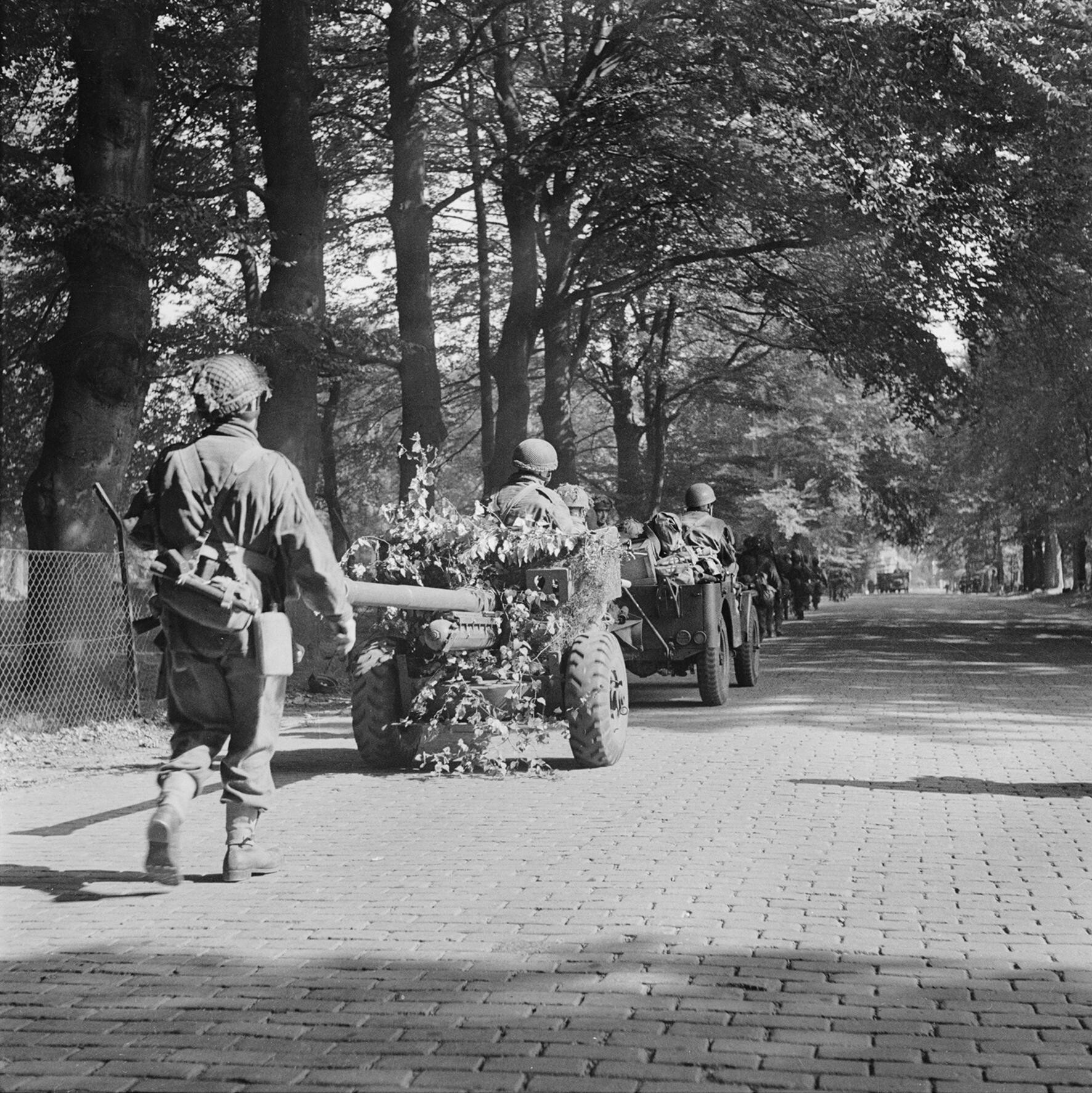
Soldații din Batalionul al 2-lea al Regimentului „South Staffordshire” din cadrul Brigăzii I aeropurtate înaintând spre Arnhem pe 18 septembrie. Mașinile de teren tractează tunuri antitanc de 6 livre.

Generalul Hicks, care se afla în zona apărată a zonelor de aterizare, a fost informat că în lipsa lui Urquhart și a lui Lathbury, trebuia să preia comanda diviziei. Lui i s-a ordonat să trimită una dintre unitățile pe care le comanda, Regimentul „ South Staffordshire”, (care avea efective incomplete, restul unității urmând să ajungă în zonă cu al doilea val de transport), la Arnhem, să participe la luptele pentru podul rutier. Regimentul a plecat în dimineața zilei de 18 septembrie și a făcut joncțiunea în seara aceleiași zile cu Batalionul I de parașutiști.
Germanii au început atacurile împotriva liniilor defensive stabilite Brigăzii I aeropurtate încă din timpul dimineții. Unități ale Kampfgruppe „Von Tettau” au atacata pozițiile apărate de oamenii lui Border. Soldații scolii de subofițeri SS au atacat Renkum, iar marinarii „Kriegsmarine” au hărțuit militarii britanici de-a lungul întregii zile. Au avut loc lupte de hărțuire în jurul zonei de aterizare „X”, dar aterizarea planoarelor nu a fost  împiedicată. Batalionul SS olandez s-a angajat în lupte grele cu apărătorii zonei de parașutare „Y”, punând în primejdie sosirea celui de-al doilea val de parașutare. Problemele comunicațiilor radio a dus la imposibilitatea anunțării echipajelor avioanelor aliate cu privire la existența primejdiei.  În același timp, nici comandanții diviziei aflate în Olanda nu aveau de unde să știe că decolarea celui de-al doilea val fusese amânată datorită condițiilor meteo din Anglia. Până la urmă, sosirea Brigăzii a 4-a de parașutiști comandate de generalul Hackett și a subunităților de artilerie a întârziat cu mai multe ore. Aterizarea parașutiștilor la ora 15:00 s-a făcut sub focul inamic. Avioanele aliate și parașutiștii au fost loviți de focul inamic, iar militarii și planoarele au suferit și din cauza vegetației uscate incendiate în timpul luptelor. Până în cele din urmă, SS-iștii olandezi au fost copleșiți de valurile de debarcare și au fost alungați, iar unele grupuri s-au predat.
În ciuda oricăror greutăți, unitățile aliate s-au regrupat cu pierderi minime, dar situația în continuă schimbare din Arnhem a presupus schimbarea din mers a planurilor. Parașutiștii Batalionului al 11-lea și restul Regimentului South Staffords au fost trimiși imediat spre podul din  Arnhem pentru ca să sprijine atacurile pentru cucerirea și traversarea podului. Ei s-au alăturat după căderea serii Batalioanelor 1 și 3. Decizia lui Hick de trimitere a parașutiștilor Batalionului 11 la Arnhem, ceea ce a dus implicit la slăbirea Brigăzii a 4-a de parașutiști, a fost întâmpinată de protestele puternice ale lui Hackett, care nu a putut însă să modifice hotărârea inițială. Pentru a compensa într-o oarecare măsură slăbirea efectivelor brigăzii sale, Hackett a primit comanda unității de grăniceri scoțieni, care trebuiau să asigure apărarea zonei de aterizare „L” din ziua de marți. Batalioanele al 10-lea și al 156-lea de parașutiști au fost transferate la nord de calea ferată ca să ocupe conform planului liniile defensive de la nord de oraș, dar elementele avansate ale parașutiștilor au fost respinse de linia de apărare a SS-ului și s-au retras în timpul nopții. La scurtă vreme după aterizarea celui de-al doilea val, au fost executate primele misiuni de parașutare a proviziilor pe terenul „L”. Deși parașutările proviziilor s-a făcut cu destul de multă precizie, doar o parte a lor a putut fi recuperată de britanici, dat fiind faptul că nu întreaga zonă de parașutare se afla sub controlul britanic. Calitatea proastă a comunicațiilor radio a făcut imposibilă avertizarea piloților RAF, iar lipsa controlului complet asupra zonelor de parașutare avea să fie o problemă majoră de-a lungul întregii perioade.

### Ziua a 3-a– marți 19 septembrie

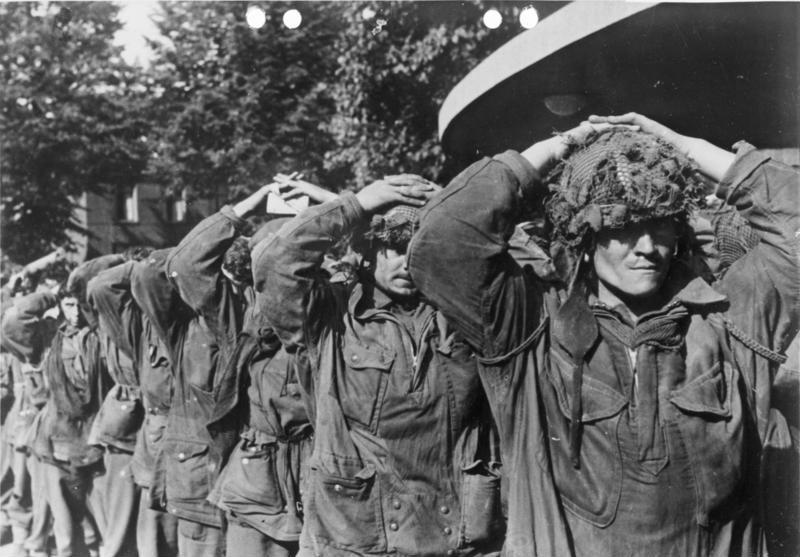
Przonieri de război britanici după luptele de pe 19 septembrie

După sosirea Regimentului South Stafford și a Batalionului al 11 de parașutiști pe pozițiile de la vest de Arnhem, britanicii au sperat că au suficiente trupe pentru străpungerea liniilor germane până la pozițiile lui Frost de pe pod. Locotenent-colonelul Dobie din cadrul Batalionului I de parașutiști a planificat un atac în zorii zilei, dar o informație greșită care sugera că podul a fost pierdut a dus la anularea asaltului. Când informația a fost corectată și s-a luat hotărârea reluării asaltului, încă nu se luminase bine de ziua, dar liniile germane fuseseră deja alertate. Atacul britanicilor a început pe un front îngust, parașutiștii Batalionului I fiind în frunte, sprijiniți de resturile Batalionului al 3-lea și cu Batalionului al 2-lea South Staffordshire pe frlancul stâng și Batalionului al 11-lea de parașutiști în ariergardă. De îndată ce au fost identificați în lumina dimineții, Batalionul I de parașutiști a devenit ținta focului principalei linii defensive germane. Fiind prinse în câmp deschis de focul german din trei flancuri, resturile Batalioanelor I și 3 de parașutiști s-au retras Și militarii din South Staffordshire au fost izolați la fel ca parașutiștii. Aproximativ 150 de miliari britanici au reușit să se retragă până la mijlocul zilei. Batalionul al 11-lea de parașutiști, care nu fusese implicat până atunci în lupte grele, a încercat să cucerească înălțimile de la nord de pozițiile lor, dar au fost copleșiți de germani. Militarii din South Stafford au încercat la rândul lor să cucerească înălțimile, dar au fost respinși și ei. Fără să aibă nicio speranță că ar putea străpunge liniile inamice, cei aproximativ 500 de britanici din cele patru batalioane s-au retras spre vest în direcția forțelor principale aliate, aflate la 5 km depărtare la  Oosterbeek. În timp ce se deplasau spre Oosterbeek, acești militari au fost opriți și organizați într-o linie defensivă sub comanda maiorului  Robert Henry Cain de către comandantul Regimentului I de artilerie aeropurtată, locotenent-colonelul Sheriff Thompson. Aceste poziții defensive erau la cam 5 km în fața bateriilor de artilerie. Acesta a fost momentul în care Urquhart a reușit să părăsească poziția în care fusese blocat și să se reîntoarcă la cartierul general al diviziei de la Hotelul Hartenstein din Oosterbeek. Odată ajuns aici, Urquhart a fost pus la curent cu situația din teren și a aflat care sunt cu adevărat forțele germane din regiune.
Întăririle care trebuiau decoleze din Anglia au fost din nou întârziate de ceața de la sol. Treizeci și cinci de planoare ale celui de-al treilea val, în cadrul căruia urmau să fie transportați militarii polonezi, au fost trebuit să își amâne decolare. De asemenea, brigada de parașutiști programată să decoleze a rămas la sol. Decolarea cu întârziere avea să aducă mari probleme planoarelor la aterizare.

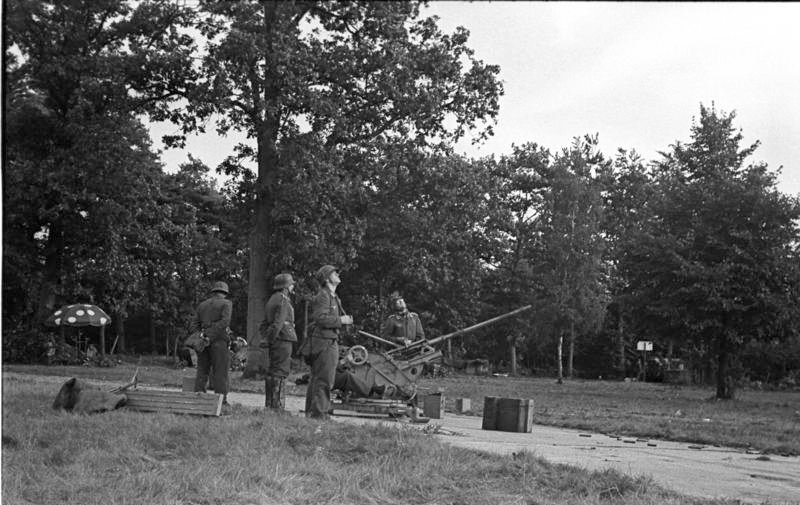
Militarii unei baterii antiaeriene supraveghează cerul în așteptarea avioanelor aliate de aprovizionare

La nord de calea ferată, Batalioanele 156 și 10 de parașutiști au atacat liniile germane într-o încercare de cucerire a înălțimilor împădurite de la nord de Oosterbeek. Atacurile ambelor batalioane au fost oprite în fața pozițiilor bine apărate ale germanilor, iar în acea după amiază britanicii nu avansaseră mult mai departe de pozițiile inițiale de start. Urquhart, dându-și seama că trebuie să adopte o atitudine mai defensivă și să prevină astfel izolarea celor două batalioane la nord de calea ferată, a cerut acestora să se retragă spre Wolfheze și Oosterbeek. Cele două batalioane au s-au retras traversat zona de aterizare „L” și au luptat cu „Kampfgruppe” Krafft care le urmărea la distanță redusă. Această zonă de aterizare era apărată de grănicerii regali scoțieni, care așteptau sosirea planoarelor Brigăzii de parașutiști polonezi. Cum planoarele au sosit în plină retragere a parașutiștilor britanici, pierderile polonezilor au fost foarte grele. Toate cele patru unități aliate s-au dispersat spre sud și vest spre drumul care traversa debleuul abrupt al căii ferate la Oosterbeek și Wolfheze și s-au adunat în formații improvizate în pădurile de la sud de locație, unde cei mai mulți dintre militari au petrecut noaptea. Câteva subunități germane i-au urmărit pe aliați în drumul peste calea ferată, iar un batalion SS a reușit să ajungă la Wolfheze, unde a fost însă decimat de un raid al avioanelor germane.
În după-amiaza acestei zile, RAF a executat prima misiune importantă de reaprovizionare, folosind 164 de avioane de transport  pentru transportul a 350t de provizii destinate britanicilor. Germanii, care anticipaseră misiunea de reaprovizionare aliată, au mutat cinci baterii antiaeriene în zona respectivă. Focul antiaerienei a dus la doborârea a zece avioane RAF. Misiunea a fost un eșec – în ciuda bravurii piloților, echipele de la sol nu au reușit să recupereze decât aproximativ 31 t de provizii. Zona de parașutare „V”, care trebuia să fie folosită pentru reaprovizionare, a fost tot timpul în mâinile germanilor, iar la Londra nu a fost trimis nici un mesaj care să avertizeze despre acest fapt.
Pe pod, forțele comandate de Frost au reușit să reziste, dar în condițiile în care nu soseau provizii și întăriri, pozițiile lor erau din ce în ce mai greu de apărat. Germanii, pe de altă parte, dându-și seama că atacurile de infanterie nu sunt suficiente pentru înfrângerea rezistenței puternice a parașutiștilor, au început să distrugă în mod sistematic casele folosite de britanici pe post de adăpost, declanșând bombardamente de artilerie și atacuri cu tancuri. Aceleași clădiri au fost și ținta atacurilor Luftwaffe, în condițiile în care aliații nu au asigurat acoperirea aeriană a operațiunilor la sol.

### Ziua a 4-a– miercuri 20 septembrie
În a patra zi a luptelor, divizia devenise prea slabă pentru ca să mai încerce să ajungă la pozițiile lui Frost de pe pod. Dintre cele nouă batalioane de infanterie, doar un batalion grăniceri mai funcționa ca o unitate completă, restul suferiseră pierderi importante, sau aveau efectivele împrăștiate. Urquhart a hotărât să organizeze o poziție defensivă în jurul orașului Oosterbeek, abandonând practic Batalionul al 2-lea de parașutiști. Prin asigurarea apărării podului de pontoane, Urquhart spera să poată rezista până când Cropul XXX putea să ajungă în zonă și să stabilească un nou cap de pod, folosindu-se de sus-numitul pod de pontoane.
Latura estică a frontului de la Osterbeek a fost relativ stabilizată după retragerea din ziua precedentă, în zonă formându-se numeroase subunități  improvizate din resturile unităților mai mari de către comandanți cu inițiativă, care asigurau apărarea căilor de acces spre oraș. Maiorul  Richard Lonsdale a preluat comanda asupra unităților periferice, care se retrăseseră din Arnhem cu o zi mai înainte și care fuseseră țintele atacurilor foarte puternice de-a lungul drumului de retragere spre Oosterbeek. Aceste sector a fost ceva mai târziu numit „Forța Lonsdale” și avea să rămână în continuare principala linie defensivă la sud-estul perimetrului de apărare. Regimentul de grăniceri apăra cea mai mare parte a laturii de vest a orașului, cu subunități mici deplasate în apărarea breșelor din nord. Cum spre oraș se retrăgeau tot mai multe unități, britanicii și-au reorganizat efectivele într-o zonă defensivă semiovală, cu baza sudică sprijinită pe malurile Rinului.
Unitățile amestecate de la Wolfheze au început retragerea în timpul dimineții, dar unele grupuri de britanici au fost încercuiți și capturați, cel mai mare dintre acestea numărând 130 de militari.  150 men of 156th Parachute battalion—led by Hackett himself—became pinned down and took cover in a hollow some 400 m (440 yd) west of the Oosterbeek perimeter. The men broke out in the late afternoon, with 90 men making it to the Border Regiment’s positions.

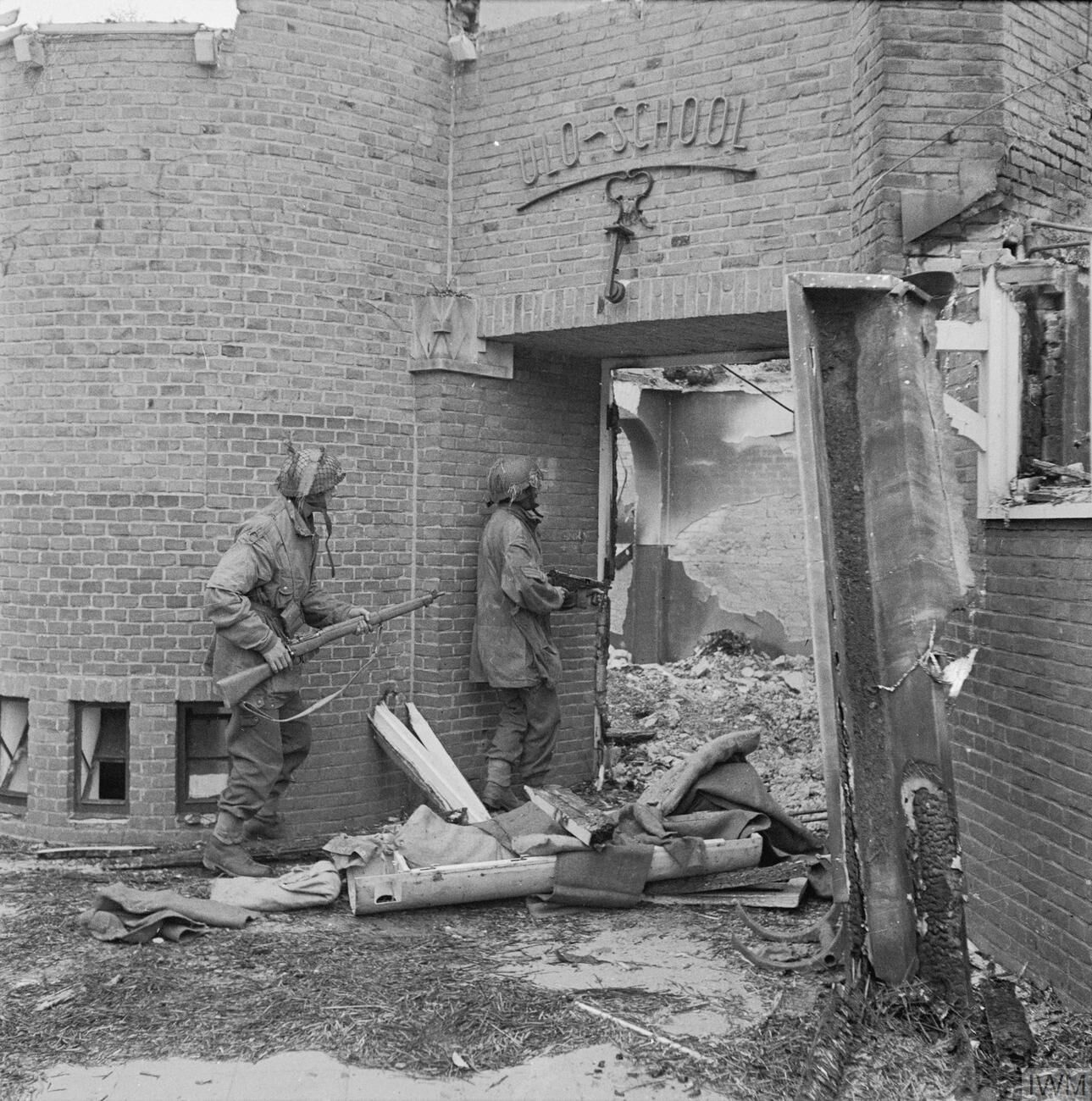
Parașutiști britanici cercetând o școală olandeză în căutarea lunetiștilor germani pe 20 septembrie

Parașutările de provizii din după-amiaza acestei zile au avut rezultate mai bune decât cele din ziua precedentă. Cu toate că Londra a recepționat un mesaj prin care se cerea ca noile parașutări de provizii să fie făcute într-o zonă de lângă hotelul Hartenstein, echipajele unor avioane de transport au zburat către zona de debarcare „Z”, aflată sub controlul german. Din acest motiv, toate proviziile parașutate în zona „Z” au căzut în mâinile germanilor. La Oosterbeek, germanii au folosit panourile și torțele de semnalizare capturate de la britanici pentru atragerea avioanelor RAF. Zece dintre cele 164 de avioane de transport participante la misiune au fost doborâte în zona orașului Arnhem. Doar 13% dintre proviziile parașutate au fost recuperate de parașutiștii britanci.
La pod, după mai multe încercări nereușite, Frost a reușit în cele din urmă să ia legătura radio cu comandantul diviziei și a aflat că este puțin probabil ca pozițiile sale să primească întăriri. Ceva mai târziu, la 13:30, Frost a fost rănit la picioare de explozia unui proiectil de mortiere. Maiorul Gough a preluat comanda unității, dar situația s-a înrăutățit atât de mult încât s-a ajuns la concluzia că poziția avea să ajungă în scurtă vreme de neapărat. Numeroase clădiri folosite de britanici pentru adăpostirea răniților au fost distruse sau incendiate. Din acest motiv a fost declarat un armistițiu de două ore în seara acestei zile, iar răniții au fost evacuați și luați prizonieri de germani. Printre britanicii luați  prizonieri s-a numărt și Frost. În timpul nopții, câteva subunități au încercat să spargă încercuirea ca să ajungă la Oosterbeek. Unele dintre aceste grupuri, precum cel condus de maiorul Hibbert, au fost capturate de germani.
În jurul orei 5 în dimineața zilei de joi, toate punctele de rezistență de la pod încetaseră lupta. În ultimele ore ale luptelor de pe pod, britanicii au transmis un mesaj radio care a fost recepționat însă doar de germani: „Fără muniție. Dumnezeu să îl apere pe Rege”.

### Ziua a 5-a– joi 21 septembrie

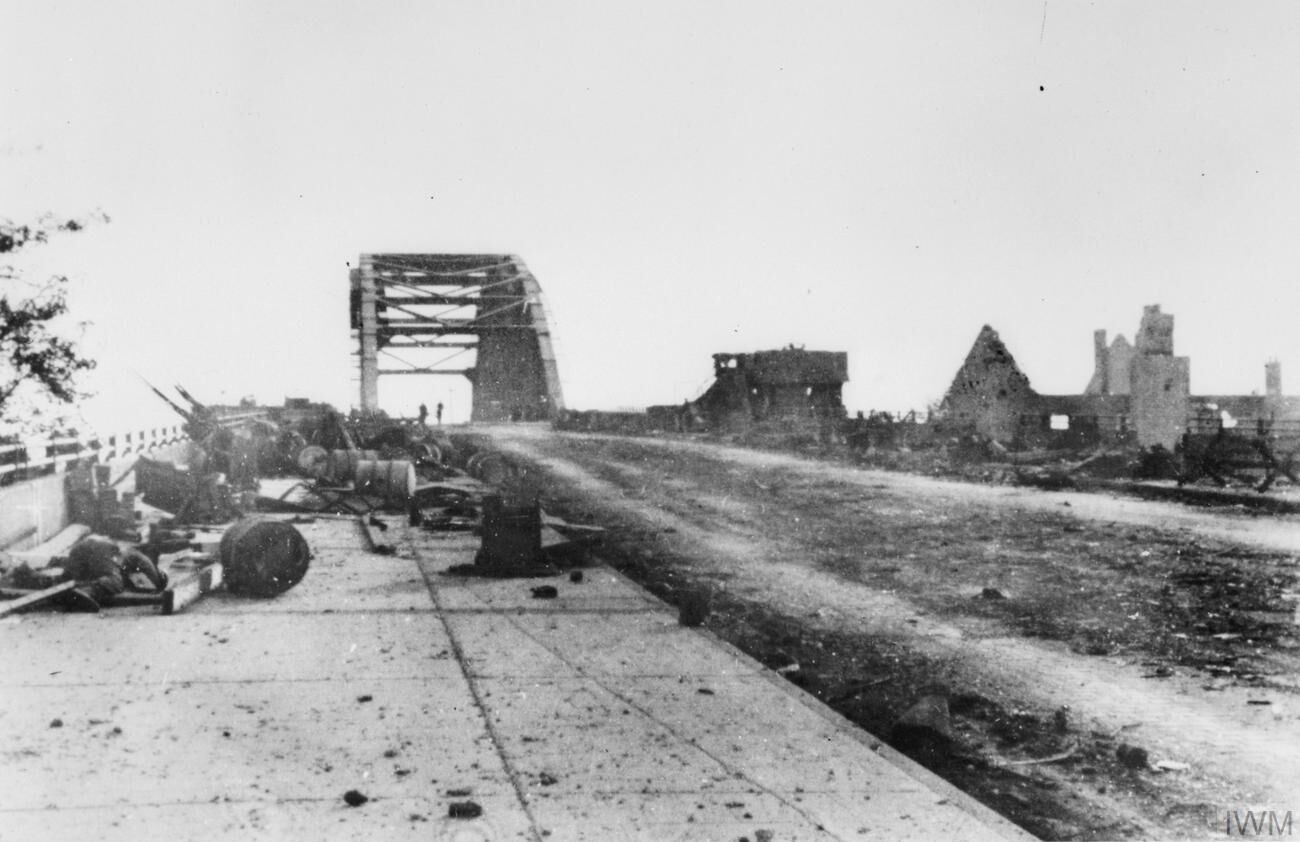
Podul din Arnhem după ce unitatea lui Frost a fost evacuată, iar drumul a fost eliberat de ruine. În partea dreaptă, sunt vizibile clădirile distruse

În cursul dimineții, soldații germani au eliminat ultimele cuiburi de rezistență a supraviețuitorilor care se mai aflau în zona podului. După mai multe ore în care s-a lucrat la eliberarea de dărâmături și resturi, tancurile germane au reușit să traverseze podul pentru întărirea forțelor din Nijmegen. Britanicii reușiseră să păstreze controlul asupra podului din Arnhem suficient de mult pentru ca parașutiștii din Regimentul 82 și din cadrul diviziei blindate să cucerească podul din Nijmegen După ce au înfrânt rezistența britanicilor la Arnhem, germanii au avut mai mulți soldați disponibili pentru operațiuni la Oosterbeek. În cursul serii, germanii și-au schimbat prioritățile. 
Două zile mai târziu, batalioanele de parașutiști din cadrul Brigăzii I comandate de Stanisław Sosabowski au putut să decoleze din Anglia. 114 avioane de transport C-47 au decolat, dar 41 dintre ele au fost rechemate la bază din ordinul comandanților. Restul au continuat să zboare către zonele de aterizare. Piloții nu au reușit să se înțeleagă cu trupele de la sol. Unul dintre puținele mesaje care au putut fi emise de la Arnhem îi atenționau pe polonezi că zona parașutare „K” nu era sigură și le sugera să aterizeze pe un polder la est de Driel, unde ar fi trebuit să asigure apărarea   feribotului de la Heveadorp pe malul sudic al Rinului. Polonezii s-au parașutat sub focul inamic la ora 17:00 și, deși au avut pierderi, s-au regrupat rapid. Au înaintat pe malul râului, dar au descoperit că feribotul fusese scufundat pentru ca să îi împiedice pe germani să îl folosească.
Sosirea polonezilor a ușurat presiunea exercitată de germani asupra liniilor britanice. Pentru ca să facă față unor atacuri asupra capătului sudic al podului de la Nijmegen sau al drumului care ducea către acesta, Rinul a fost traversat în cursul nopții de Batalionul 34 SS olandez, Batalionul  47 de mitraliori și alte subunități mai mici.

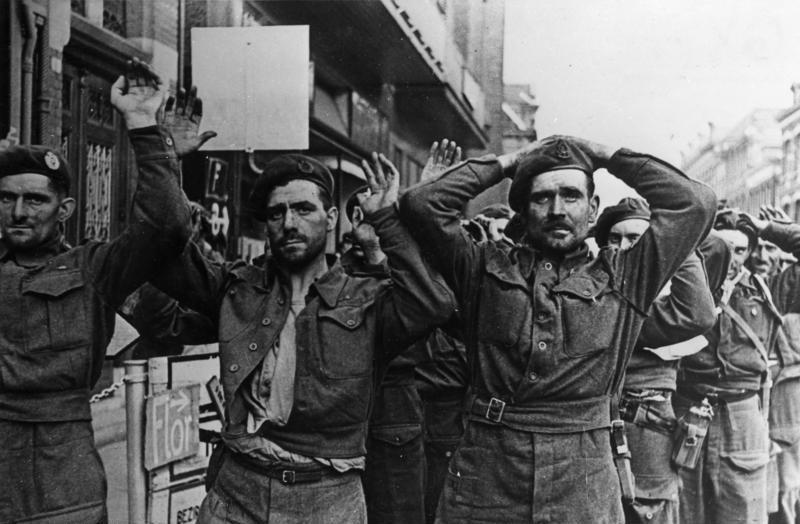
Prizonieri britanici la podul din Arnhem. Din cauza crizei de apă de pe front, soldații erau murdari și nebărbieriți.

La Oosterbeek, pozițiile defensive fuseseră întărite și reorganizate în două zone. Hicks urma să comande zonele de nord și vest al perimetrului defensive, iar Hackett partea de este. Frontul britanic nu era o linie defensivă continuă, ci era formată din mai multe puncte de rezistență întărite, organizate în case și gropi individuale de tragere, care erau plasate în jurul centrului orașului Oosterbeek, cu Cartierul general de divizie în centru, la hotelul Hartenstein. Perimetrul defensiv măsura cam 5 km și era apărat de arpoximativ 3.600 de oameni. În ciuda atacurilor neîntrerupte ale germanilor, linia defensivă britanică a rămas aproape neschimbată pentru următoarele cinci zile. Elevii școlii de subofițeri Hermann Göring a atacat pozițiile britanicilor din partea de vest, pe malul Rinului, reușind în cele din urmă să cucerească această poziție înaltă, de pe care putea fi controlat tirul asupra orașului Oosterbeek. Britanicii asediați au primit un ajutor nesperat după ce au reușit să ia legătura radio cu unitățile avansate de artilerie ale Corpului XXX, în principal cu Regimentul al 64-lea de artilerie regală, care a executat  bombardamente precise asupra pozițiilor germane. Legătura radio cu acest regiment de artilerie a fost utilizat în continuare ca principală cale de comunicație cu Cartierul general al Corpului XXX. Bombardamentul executat de Regimentul 64 a avut o așa de mare importanță pentru parașutiștii asediați încât, după revenirea în țară, Urquhart  a propus ca artileriștilor acestei unități să li se permită să poarte insigna trupelor aeropurtate – calul înaripat Pegas. Soldații Regimentului 100 de artilerie, moștenitorii tradițiilor Regimentului 52 de artilerie grea regală, care a sprijinit cu foc luptele parașutiștilor de la Arnhem, poartă în zilele noastre insigna trupelor aeropurtate pe mâneca uniformei. 
Britanicii au avut contact vizual cu parașutiștii polonezi, dar nu au reușit să ia legătura radio cu ei. Din acest motiv a fost trimis un mesager înot peste Rin. Britanicii au plănuit să trimită plute pentru aducerea polonezilor pe malul nordic al fluviului, unde era nevoie grabnică de întăriri. Polonezii au așteptat pe malul sudic până al ora 3 dimineața, dar nicio plută nu a fost adusă pentru traversare, și au fost nevoiți să se retragă la Driel, unde au organizat o linie defensivă.

### Ziua a 6-a– vineri 22 septembrie

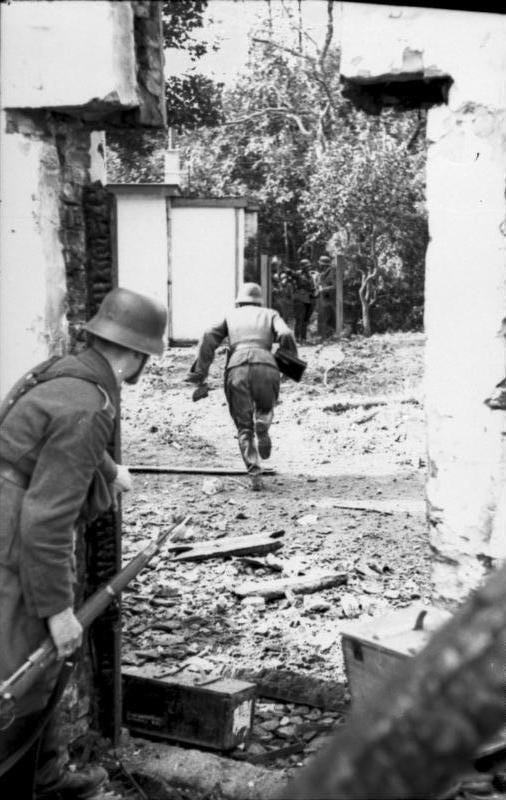
Militarii gemani în timpul luptelor din Oosterbeek. În această zonă s-au dat lupte grele pentru cucerirea fiecărei case.

În timpul nopții, soldații germani de la sud de Rin au organizat o linie de blocare de-a lungul căii ferate, făcând joncțiunea cu subunitățile SS spre sud, realizând o linie defensivă împotriva unui posibil atac al polonezilor pentru cucerirea podului rutier. Polonezii săpaseră tranșee la Driel, iar tancurile germane nu au reușit să manevreze în așa fel încât să îi atace. Speranțele polonezilor au crescut când trei blindate ale Corpului XXX au reușit să ocolească defensiva germană și să se alăture forțelor lui Sosabowski. În cursul nopții, în sprijinul polonezilor au venit tancurile Regimentului de dragoni regali și infanteriștii Batalionului al 5-lea al Regimentului de infanterie ușoară „Duke of Cornwall”. Aceștia erau urmați la o oarecare distanță de restul Diviziei a 43-a Wessex, care își croia drum printr-un coridor îngust spre pozițiile polonezilor.
În Oosterbeek au continuat să se desfășoare lupte grele.  Datorită bombardamentelor intense de artilerie și a activității lunetiștilor, numărul evacuați pentru îngrijire în hoteluri și casele din regiune a crescut continuu. Bittrich a ordonat organizarea de atacuri care să distrugă capul de pod britanic de la nord de Rin. La ora 09:00 au fost declanșate atacuri puternice ale mai multor „Kampfgruppes” ale Diviziei a 9-a SS Panzer dinspre este și a „Kampfgruppe von Tettau” dinspre vest. Aceste atacuri au adus germanilor doar mici câștiguri teritoriale, dar în timpul după-amiezii au urmat noi asalturi, care au dus la modificări serioase ale pozițiilor și extremele nordică și estică ale frontului. În nord, germanii au reușit pentru o scurtă vreme să îi alunge pe grănicerii scoțieni de pe poziții, dar contraatacul acestora din urmă a dus la restabilirea pozițiilor inițiale. Urquhart a constatat că din punct de vedere tactic era inutil să se cramponeze pe această poziție înaintată și a ordonat unităților să se retragă pentru asigurarea unei linii defensive mai scurte, mai ușor de menținut În zona de est, pozițiile parașutiștii valizii ai Batalionului 10 de pe drumul principal fuseseră aproape anihilate  de atacurile germanilor, care nu au reușit însă să avanseze în mod semnificativ.
Doi dintre ofițerii de stat major al lui Urquhart au traversat înot Rinul în timpul zilei și au luat legătura cu cartierul general al lui Sosabowskis. S-a hotărât ca să se transporte șase bărci din cauciuc pe maul de nord ca să permită polonezilor să traverseze Rinul și să vină în sprijinul celor din zona Oosterbeek. În acea noapte s-a pus în aplicare planul, dar în timpul traversării s-a rupt cablul care trebuia să ajute la remorcare, iar vâslele din dotare s-au dovedit ineficiente pentru manevrarea bărcilor în curentul puternic. Doar 55 de polonezi au reușit să traverseze Rinul până la ivirea zorilor, iar dintre aceștia doar 35 au ajuns în zona ordonată.

### Ziua a 7-a– duminică 23 septembrie

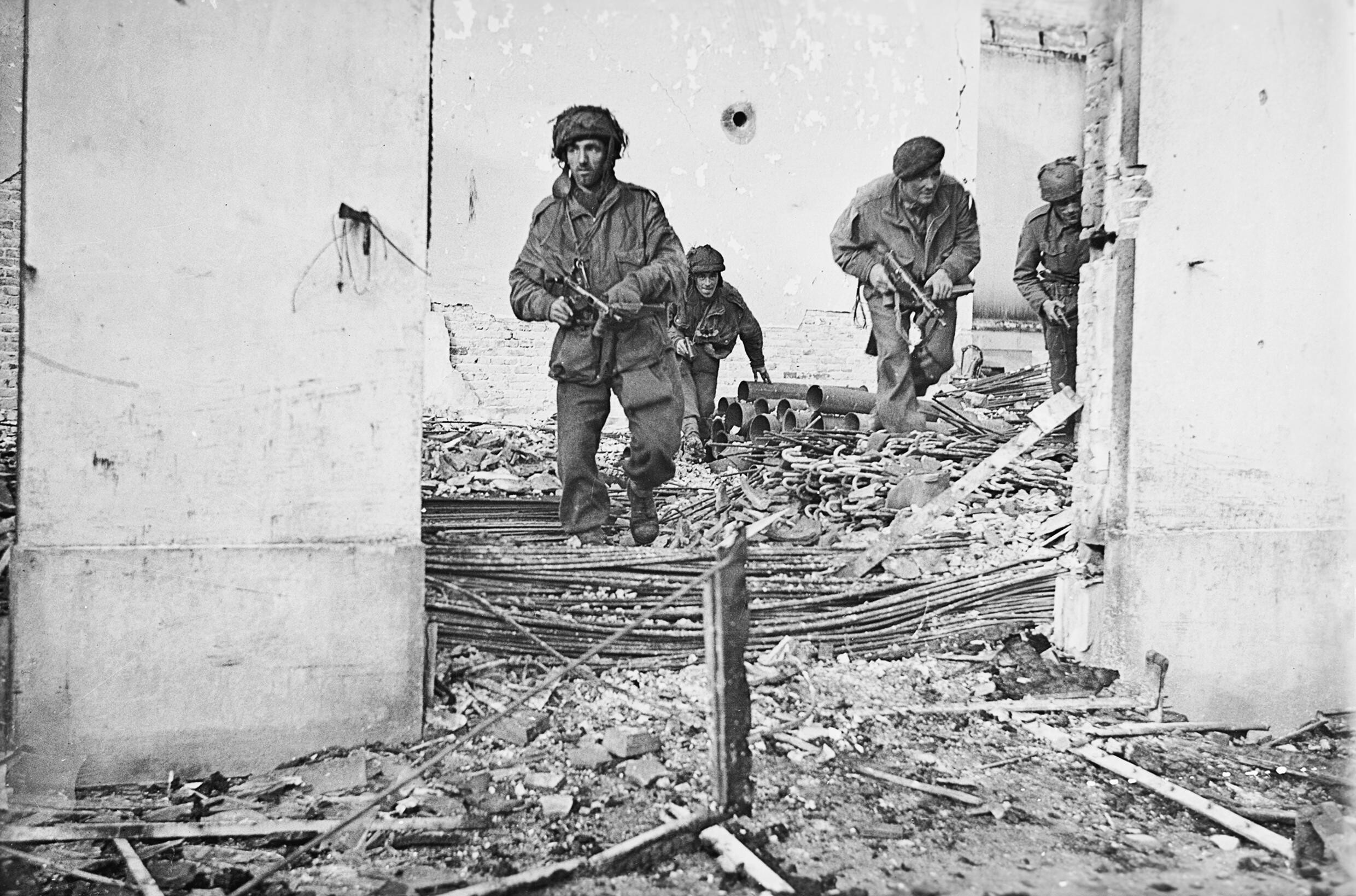
Parașutiști britanici în deplasare printr-o clădire în ruine din Oosterbeek.

Spindler a primit ordinul să schimbe direcția de atac mai spre sud pentru a-i obliga pe britanici să părăsească malurile râului, să îi izoleze și să le taie căile de reaprovizionare. În ciuda tuturor eforturilor depuse, germanii nu au reușit să își atingă scopul, deși asalturile de infanterie și bombardamentele neîntrerupte au slăbit continuu pozițiile defensive ale britanicilor.
Îmbunătățirea condițiilor meteo a permis în sfârșit RAF să execute misiuni de luptă împotriva forțelor germane care încercuiau soldații aliați. Avioanele de vânătoare Hawker Typhoon și Republic P-47 Thunderbolt au mitraliat în timpul zilei pozițiile germane angajându-se și în mai multe dueluri aeriene cu piloții Luftwaffe. Avioanele de transport RAF au executat de pe aeroporturile din Anglia ultima misiune de reaprovizionare a britanicilor în după-amiaza zilei de sâmbătă, dar au pierdut opt avioane, fără ca proviziile care au ajuns la parașutiști să fie în cantități îndestulătoare. Au mai fost făcute în următoarele două zile unele eforturi de reaprovizionare a avioanelor decolate de pe aeroporturi din Europa continentală, dar rezultatele nu au fost mulțumitoare.
Pe malul sudic al Rinului, polonezii s-au pregătit pentru o nouă încercare de traversare a fluviului. Ei au așteptat sosirea bărcilor de asalt trimise de Corpul XXX, care au sosit însă doar după miezul nopții, unele dintre acestea fără vâsle. Traversarea a început la ora 3 dimineața, polonezii fiind sprijiniți cu foc de  Divizia 43 Wessex. În cele câteva ore până la ivirea zorilor, doar 153 de soldați au reușit să traverseze Rinul, mai puțin de 25% dintre cei care erau așteptați pe malul nordic.

### Ziua a 8-a– duminică 24 septembrie

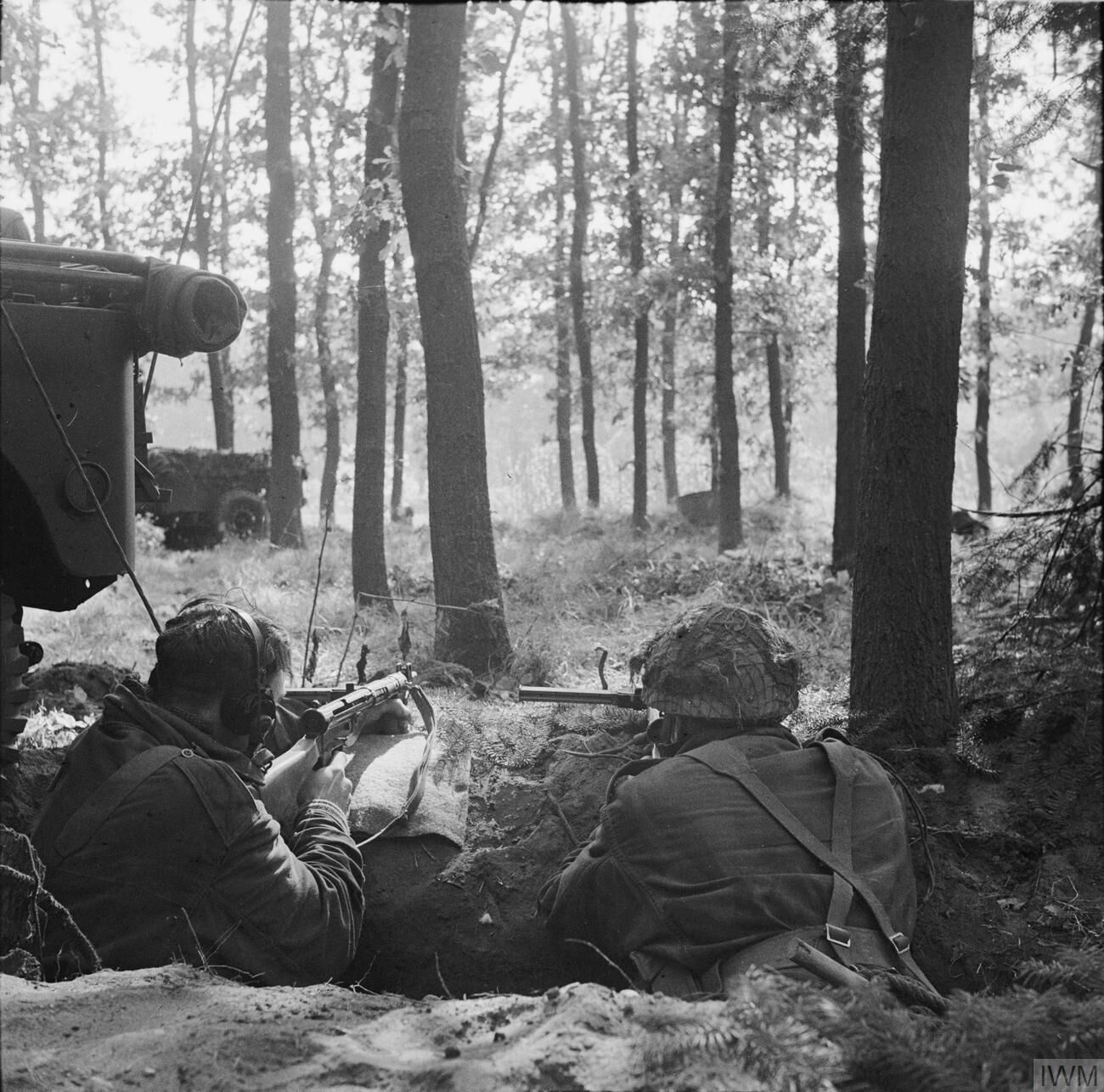
Doio parașutiști britanici în tranșeele de lângă Oosterbeek în zona vestică a frontului britanic pe 18 septembrie

În dimineața acestei zile, Horrocks a inspectat pozițiile polonezilor de la Driel pentru ca să facă o evaluare a situației locale. Mai târziu, el a convocat o conferințe Valburg la care au participat Browning, generalul  Ivor Thomas (Divizia 43 Wessex)  și Sosabowski. În timpul acestei ședințe, Horrocks a reușit să îl convingă pe Sosabowski să accepte organizarea unei noi traversări a Rinului în noaptea care avea să urmeze. După ce germanii au reușit să cucerească ceva mai târziu o porțiune din îngustul drum de aprovizionare a aliaților de lângă Nijmegen, Horrocks și-a dat seama că planul inițial nu este viabil și a început conceperea unui nou plan de retragere a Diviziei I. În Oosterbeek, situația devenea de-a dreptul disperată. Hackett fusese rănit în acea dimineață  și fusese nevoit să predea comanda din zona de est. RAF a încercat să asigure sprijinul aerian la joasă înălțime a zonei ocupate de aliați, dar situația pe teren se deteriora neîncetat, pierderile cauzate de bombardamentele de artilerie și tirurile lunetiștilor fiind în continuă creștere. Punctele de prim ajutor erau aglomerate de aproximativ 2.000 de răniți, atât soldați britanici și germani cât și civili olandezi. Deoarece multe dintre punctele de prim ajutor se aflau în prima linie a frontului, în case care fuseseră cucerite în primele faze ale bătăliei, au apărut situații ciudate în care răniții nu au fost evacuați în spetele frontului, ci în fața lui. Răniții care nu au fost evacuați au fost victimele bombardamentelor și tirurilor de arme de infanterie. Unele posturi de prim ajutor au fost cucerite și pierdute de germani  de mai multe ori în timpul luptelor.

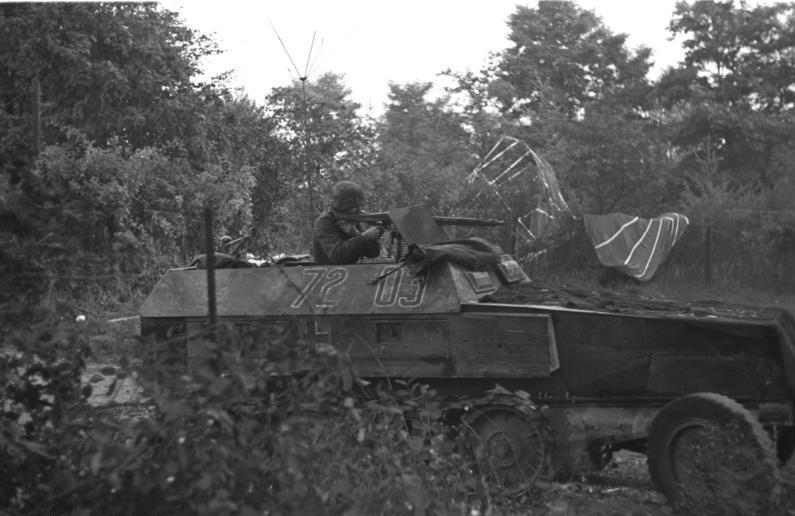
Un vehicul semișenilat SS SdKfz 250 în acțiune la Oosterbeek. În fundal se văd parașutele folosite cu care au fost lansate de către RAF proviziile destinate parașutiștilor aliați.

În timpul luptelor din jurul  Oosterbeekului, părțile beligerante au încetat de câteva ori focul în apropierea punctelor de prim-ajutor pentru ca să permită răniților să ajungă la adăpost, dar duminică a devenit evident că este nevoie de o încetare a focului de mai lungă durată. Colonelul Graeme Warrack, șeful personalului medical — a cerut permisiune pentru negocierea unui armistițiu. Urquhart a acordat medicului această permisiune. Warrack a fost primit de Bittrich, care primise la rândul lui acordul superiorilor săi pentru un armistițiu. Germanii i-au oferit lui Warrack atâtea provizii cât acesta din urmă a putut să care. Timp de două ore, între  15:00 și 17:00, au fost evacuați în timpul armistițiului aproximativ 450 de răniți, germanii folosind ambulanțe și mașini de teren pentru evacuarea cazurilor grave la spitalul din Arnhem, unde personalul medical german, britanic și olandez a lucrat împreună pentru salvarea răniților.
În cursul nopții, soldații aliați au făcut o nouă tentativă de traversare a râului. S-a hotărât ca Batalionul al 4-lea al Regimentului „Dorset” și Batalionul I de parașutiști polonezi să forțeze cursul apei la ora 22:00 folosind bărci de asalt și vehicule amfibii. Sosabowski a fost furios atunci când a aflat că a pierdut comanda nuia dintre batalioanele sale, cu atât mai mult cu cât considera planul riscant. În cele din urmă însă, a fost obligat să accepte planul britanic. Bărcile de asalt nu au ajuns în zonă nici până la ora 1 dimineața. Ca urmare, planul a fost modificat, traversarea urmând să fie făcută doar de batalionul britanic. Un complex de factori – lipsa unor echipaje experimentate ale vehiculelor amfibii, curentul puternic și alegerea neinspirată a locului de debarcare pe malul nordic – a făcut ca dintre cei 315 de britanici îmbarcați, doar câteva duzini să ajungă la liniile aliate de pe celălalt mal. Majoritatea bărcilor au debarcat prea departe în aval și cel puțin 200 de soldați aliați au căzut prizonieri.

### Ziua a 9-a– luni 25 septembrie

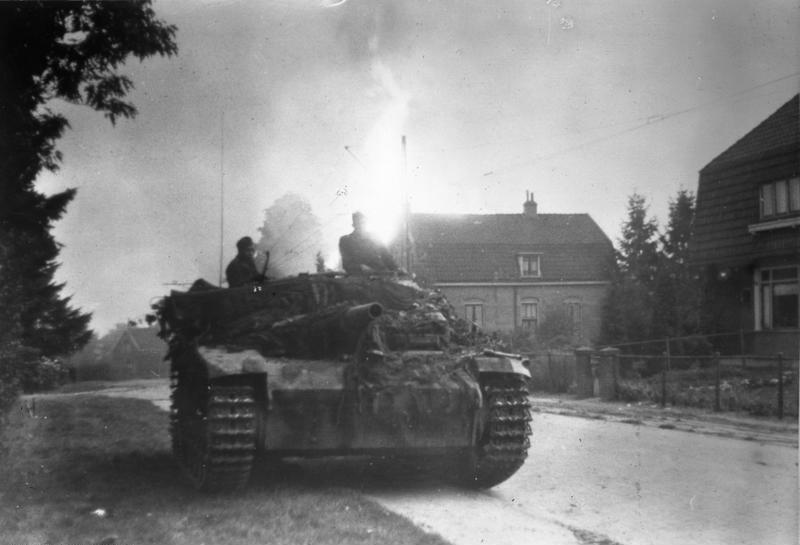
Un tun de asalt autopropulsat (Sturmgeschütz III) la Arnhem.

În timpul nopții a fost trimisă lui Urqhart pe celălalt mal o copie a planului de retragere. Deși retragerea era o decizie greu de luat, Urquhart era conștient de situația gravă în care se aflau militarii din subordinea sa a cerut prin radio la ora 08:00 lui Thomas să aprobe planul, a cărui execuție urma să înceapă în acea noapte. Între timp, forțele aeropurtate mai trebuiau să reziste încă o zi pe poziții. Răniții au fost evacuați din posturile de prim ajutor din prima linie, dar cum nu a existat nicio perioadă oficială de încetare a focului, transportul lor s-a făcut uneori sub focul inamic.
La ora 10:00, germanii au declanșat atacul care avea să se bucure de cel mai mare succes. Infanteria germană și o unitate de blindate nou sosită având în dotare tancuri Tiger I au atacat extremitatea sud-estică a frontului aliat. Acest atac a străpuns liniile avansate ale britanicilor și amenința să rupă legătura cu malurile fluviului ale  grosului trupelor aliaților. Atacurile trupelor de la sol și bombardamentele concentrate ale artileriei de la sud au dus în cele din urmă la respingerea germanilor.
Urquhart a schițat planul de retragere folosindu-se de modelul aplicat cu succes la Gallipoli în timpul primei conflagrații mondiale. Unitățile aflate în extrema nordică aveau să fie primele care să se retragă, mutându-se spre cele din sud, care aveau să se retragă la sfârșit. Subunitatea de piloți de planoare trebuia să organizeze rutele de evacuare spre râu, iar întreaga operațiune trebuia acoperită de un baraj intens de artilerie lansat de pe pozițiile Corpului XXX. La sud de râu, evacuarea era organizată cu plute și bărci de asalt de către geniștii Diviziei a 43-a și Diviziei canadiene. Pentru ca să nu le permită germanilor să înțeleagă intențiile britanicilor, planul a fost comunicat doar seara. Pozițiile trebuiau menținute pe timpul nopții de o mână de soldați (mulți dintre ei răniți). Soldații au primit ordin să își  înfășoare armele și bocancii în cârpe, pentru ca zgomotele deplasării să nu îi alerteze pe germani. În ciuda situației de pe teren, moralul soldaților aliați era destul de ridicat – ca dovadă faptul că mai înainte de începerea retragerii unii dintre ei și-au găsit timpul să se bărbierească.
Pe la ora 21:00 s-a declanșat o ploaie puternică, ceea ce a ajutat la mascarea retragerii. După declanșarea barajului de artilerie, a început retragerea unităților spre râu. Cam jumătate dintre bărcile de asalt erau plasate mult prea departe spre vest, ceea ce a dus la încetinirea procesului de evacuare. Germanii au bombardat la rândul lor militarii aflați în retragere, ei crezând însă în mod greșit că este de fapt vorba de o misiune de reaprovizionare a trupelor avansate. La ora 05:00, traversarea râului a încetat, pentru că lumina dimineții permitea artileriștilor germani să lanseze atacuri mai precise asupra bărcilor.
2.163 de infanteriști, 160 de polonezi, 75 de soldați ai regimentului Dorset și mai multe zeci de alți soldați aliați au fost evacuați, dar cam 300 de oameni au rămas pe malul nordic când operațiunea s-a oprit, iar alți 95 au fost uciși în timpul nopții.
De-a lungul dimineții de 26 septembrie, germanii au continuat atacurile și au reușit într-un final să cucerească ambele maluri ale râului. Germanii și-au dat seama doar pe la prânz că britanicii se retrăseseră de fapt. Mai târziu, ei au reușit să captureze cam 600 de soldați aliați, cei mai mulți răniți din posturile de prim ajutor, dar și cei care nu apucaseră să se retragă în cursul nopții sau cei izolați și fără legături radio, care nu știuseră despre retragere.

## Urmări

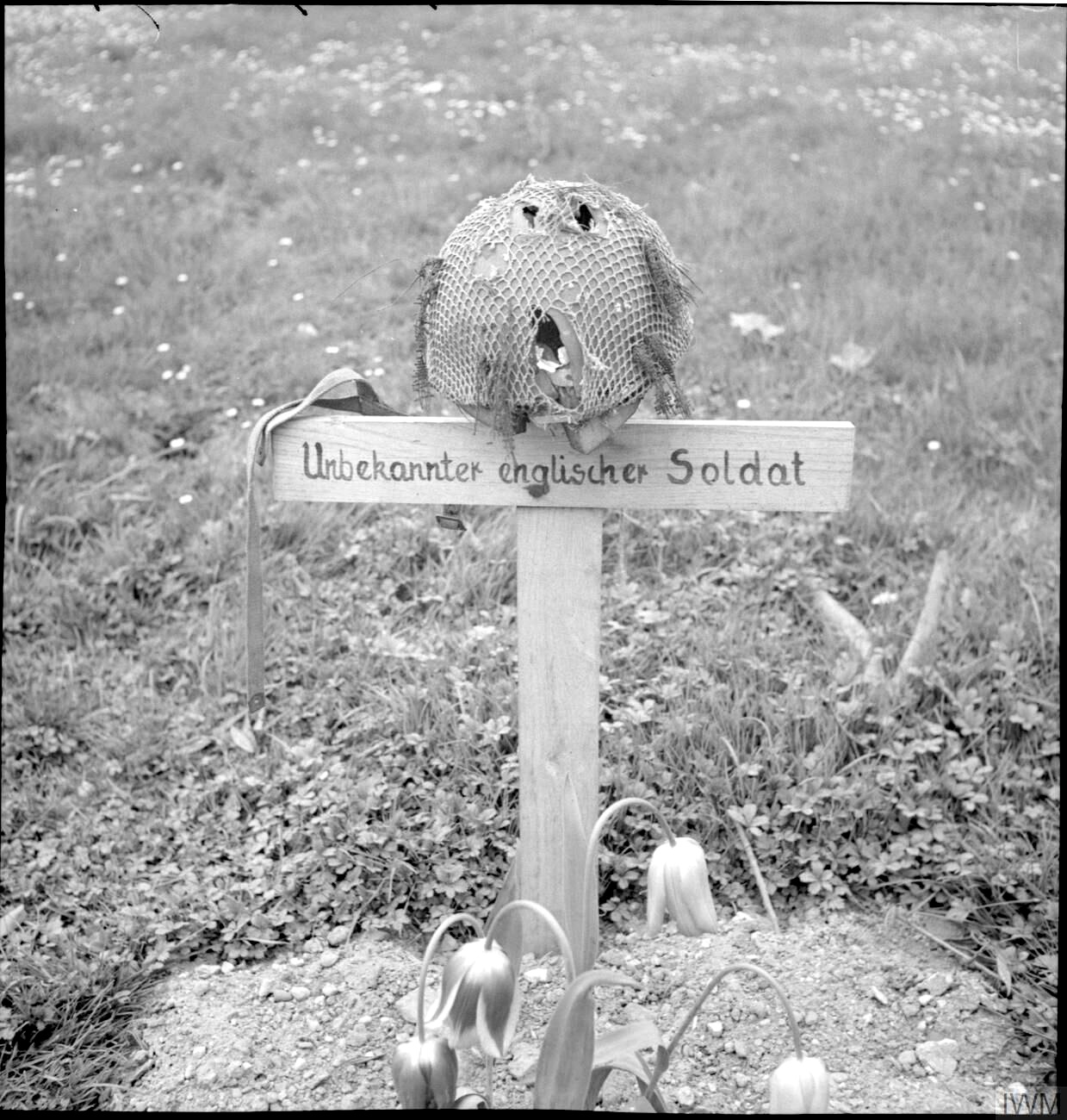
Mormântul unui parașutist britanic necunoscut căzut în luptele de la Arnhem. Fotografia a fost făcută după eliberarea orașului în 1945.

Luptele de la Arnhem au reprezentat o victorie pentru germani, (contrabalansată de pierderile suferite mai la sud) și o înfrângere de proporții pentru britanici. Aliații s-au retras de pe malul sudic al Rinului, iar frontul s-a stabilizat în zona dintre cursurile râurilor Rin și Waal. Deși germanii au încercat să contraatace în octombrie, acțiunea lor nu a avut succes, iar linia frontului a rămas neschimbată în Olanda până la terminarea iernii. Cu toate aceste, capetele de pod cucerite peste Maas și Waal au fost folosite ca baze de plecare pentru acțiunile viitoare ale aliaților  printre care și Operațiunea Veritable.
Numeroși istorici militari consideră că eșecul operațiunilor de la Arnhem nu se datorează comportamentului forțelor aeropurtate (care au rezistat pe poziții cu mult peste ceea ce fusese planificat), ci a fost un rezultat al proastei planificări și executări a operațiunii militare ca întreg. John Frost avea să noteze că „de departe, cea mai mare greșeală a fost lipsa de prioritate acordată cuceririi podului de la Nijmegen” și că este de neînțeles de ce Browning i-a ordonat generalului James M. Gavin, comandantul Diviziei a 82-a aeropurtate să cucerească înălțimile Groesbeek mai înainte asigurarea controlului asupra podului  Nijmegen.Pe de altă parte,  istoricul mlitar britanic Martin Middlebrook consideră că acest ultim fapt nu este decât una dintre multele slăbiciuni ale planului operațiunii.
Robert Kershaw, în cadrul  analizei făcute din perspectiva germanilor, a ajuns la concluzia că „bătălia de pe Waal la Nijmegen a fost s-a dovedit a fi un eveniment decisiv” iar Arnhem a devenit o simplă chestiune de rezistență după ce britanicii s-au retras în zona orașului Oosterbeek. După aceea, a fost cel mult un „spectacol secundar al crizei care se desfășura pe malurile Waalui”. Heinz Harmel a afirmat că „Aliații au fost opriți în sud chiar la nord de Nijmegen –  din acest motiv Arnhem sa evoluat așa cum a făcut-o”. Chiar Gavin a comentat că, dacă a fost vorba de un eșec, acela a fost al forțelor terestre, care nu au reușit să ajungă la timp în zonă pentru ca să exploateze avantajele inițiale asigurate de acțiunea trupelor aeropurtate.
Planificarea operațiunilor aeriene a fost una dintre cele mai mari slăbiciuni ale acțiunilor de la Arnhem. Middlebrook consideră că refuzul planificatorilor de a lua în considerație parașutări de noapte, două misiuni de transport în prima zi, sau un atac masiv asupra podului de la Arnhem  au fost erori fundamentale. În plus, eșecul aterizărilor din zona imediat învecinată podului a anulat cel mai important avantaj al asaltului trupelor aeropurtate – factorul surpriză. La rândul lui, Frost consideră că distanța prea mare dintre zonele de parașutare și pod, precum și drumul prea lung pe care trebuiau să îl străbată parașutiștii a fost o piedică mult prea mare în calea succesului, iar refuzul forțelor aeriene de executare a mai mult de o misiune de transport pe zi a fost unul dintre factorii hotărâtori care au redus dramatic șansele de succes ale operațiunii.
Eșecul operațiunii de preluare a controlului asupra podului de peste cursul inferior al Rinului a dus la eșecul Operațiunii Market Garden. Deși toate obiectivele propuse de Market Garden, mai puțin cucerirea și păstrarea controlului asupra podului de peste Rin, fuseseră atinse, eșecul de la Arnhem a echivalat cu eșecul operațiunii ca un tot. Fedlmareșalul  Montgomery a pretins că operațiunea  a fost un succes parțial  iar aliații au reușit să elibereze a o zonă  adâncă în teritoriul ocupat de germani,  pungă asupra căreia primii și-au consolidat rapid controlul. Autorul canadian Milton Shulman recunoaște că operațiunea a „înfipt o pană” în pozițiile germane, izolând Armata a 15-a de la nord de Antwerp de Armata I de parașutiști de pe partea de est a intrândului aliat. Acest fapt a complicat problemele de aprovizionare ale Armatei a 15-a și a anulat posibilitățile mobilizării de către germani unor efective suficient de numeroase pentru organizarea unei contraofensive pentru cucerirea orașului Antwerp. Ziaristul și corespondentul de război australian Chester Wilmot este de acord cu această afirmație și consideră că intrândul cucerit a avut o imensă valoare tactică pentru alungarea germanilor din zona de la sud de Maas și pentru eliminarea oricărei amenințări a unui contraatac împotriva Antwerpului. Kershaw apreciază în mod diferit situația, subliniind faptul că flancul nordic al frontului german nu a fost distrus, iar Armata a 15-a a reușit să se retragă destul de puțin afectată de lupte. Pe De altă parte, istoricul militar american John Warren a considerat că aliații au câștigat un intrând care ducea către nicăieri. Colonelul John Waddy avea să tragă concluzia că dezbaterile cu privire la chestiunile tactice și strategice ale Market Garden nu se vor opri niciodată.
Deși operațiunea a fost un dezastru pentru Divizia I aeropurtată britanică, pe malul nordic al Rinului este considerată un exemplu de curaj și rezistență  și una dintre cele mai eroice acțiuni ale celei de-a două conflagrații mondiale.

### Unitățile aliate
Bătălia a provocat pierderi grele Diviziei I aeropurtate britanice, de pe urma cărora această mare unitate nu avea să își mai revină. Trei sferturi dintre militarii formațiunilor Diviziei nu s-au mai întors în Anglia, inclusiv doi dintre cei trei comandanți de brigăzi, opt din nouă comandanți de batalioane și 26 dintre cei 30 de comandanți de companii. Aproximativ 500 de soldați aliați au rămas pe teritoriul controlat de inamic și, în lunile care au urmat, o bună parte dintre ei au fost recuperați, ca de exemplu cei 138 de oameni evacuați în cadrul Operațiunii Pegasus.
După ce efectivele au mărite prin recrutarea de noi soldați, reîncadrarea unor evacuați sau a prizonierilor de război repatriați în lunile care au urmat, divizia era încă atât de puternic slăbită încât Brigada a 4-a de parașutiști a fost înglobată în Brigada 1, iar marea unitate a ajuns să fie formată din doar două brigăzi. În perioada mai-august 1945, numeroși soldați ai diviziei au fost trimiși în Danemarca și Norvegia pentru supravegherea trupelor germane capitulate în aceste țări, dar, la reîntoarcerea în țară,  Divizia a fost desființată.
Regimentul piloților de planoare a suferit cele mai mari pierderi din timpul bătăliei – 17,3% uciși în luptă. Pierderile toatele ale regimentului au fost atât de ridicate, încât în timpul Operațiunii Varsity, pentru pilotarea planoarelor a fost detașat personal din rândurile RAF. Cum operațiunile cu planoare au fost reduse treptat după încheierea războiului, regimentul și-a redus efectivele și a fost desființat în cele din urmă în 1957.
Brigada poloneză a fost retrasă de la Nijmegen și a ajutat la apărarea coridorului de parașutare, după care s-a reîntors în Anglia la începutul lui octombrie. La scurtă vreme după aceasta, britanicii au început o campanie de denigrare a lui Sosabowski și a brigăzii de polonezi, care erau transformați în țapii ispășitori ai eșecului de la Arnhem, în ceea ce pare o încercare a ascunderii propriilor greșeli. Pe 17 octombrie, Montgomery l-a informat pe  Alan Brooke—șeful Mareluli Stat Major Imperial – că el consideră că militarii polonezi „au luptat foarte rău” la Arnhem și că nu îi mai dorește în subordinea sa. Istoricul David Bennett a remarcat că este aproape sigur că  Montgomery primise aproape sigur informații grosolan deformate, care nu au făcut decât să alimenteze propriile sale prejudecăți. O lună mai târziu, Browning a trimis adjunctului lui Brooke un raport foarte critic la adresa lui Sosabowski. Acest raport îl acuza pe Sosabowski că este un individ cu care se poate colabora cu greutate, inadaptabil, certăreți „care nu fusese dispus să își joace complet rolul în operație decât dacă nu era făcut totul pentru sine și brigada lui”. Este foarte posibil că și Browning să fi încercat să îl învinovățească pe Sosabowski, dar se poate și să fi fost rezultatul complotului ofițerilor Diviziei a 43-a. Browning a recomandat schimbarea lui Sosabowski cu locotenent-colonelul Jachnik sau maiorul Tonn. Guernul polonez în exil a dispus în decembrie schimbare lui Sosabowski, cel mai probabil la presiunea britanicilor. Deși este adevărat că Sosabowski era un comandant cu care se coopera cu dificultate, dar învinovățirea lui este considerată condamnabilă  de către cei mai mulți istorici militari. Brian Urquhart, cel care s-a lupta atât de mult să își avertizeze superiorii cu privire la primejdiile operațiunii de la Arnhem, a calificat criticile la adresa lui Sosabowski și a brigăzii sale ca fiind „grotești” iar concedierea lui ca un „act rușinos”.

### Pierderile aliaților
|                                                | Căzuți în luptă sau morți ca urmăre a rănilor | Căzuți prizonieri sau dispăruți în misiune | Evacuați în siguranță | Total |
| ---------------------------------------------- | --------------------------------------------- | ------------------------------------------ | --------------------- | ----- |
| Divizia I aeropurtată                          | 1.174                                         | 5.903                                      | 1.892                 | 8.969 |
| Regimentul de piloți de planoare               | 219                                           | 511                                        | 532                   | 1.262 |
| Brigada I independentă de parașutiști polonezi | 92                                            | 111                                        | 1.486                 | 1.689 |
| Total                                          | 1.485                                         | 6.525                                      | 3.910                 |       |

|                                             | Căzuți în luptă sau morți ca urmăre a rănilor | Căzuți prizonieri sau dispăruți în misiune |
| ------------------------------------------- | --------------------------------------------- | ------------------------------------------ |
| RAF                                         | 368                                           | 79                                         |
| Royal Army Service Corps                    | 79                                            | 44                                         |
| Comandamentul avioanelor transport de trupe | 27                                            | 6                                          |
| Corpul XXX                                  | 25                                            | 200                                        |
| Total                                       | 499                                           | 329                                        |

### Pierderile Axei

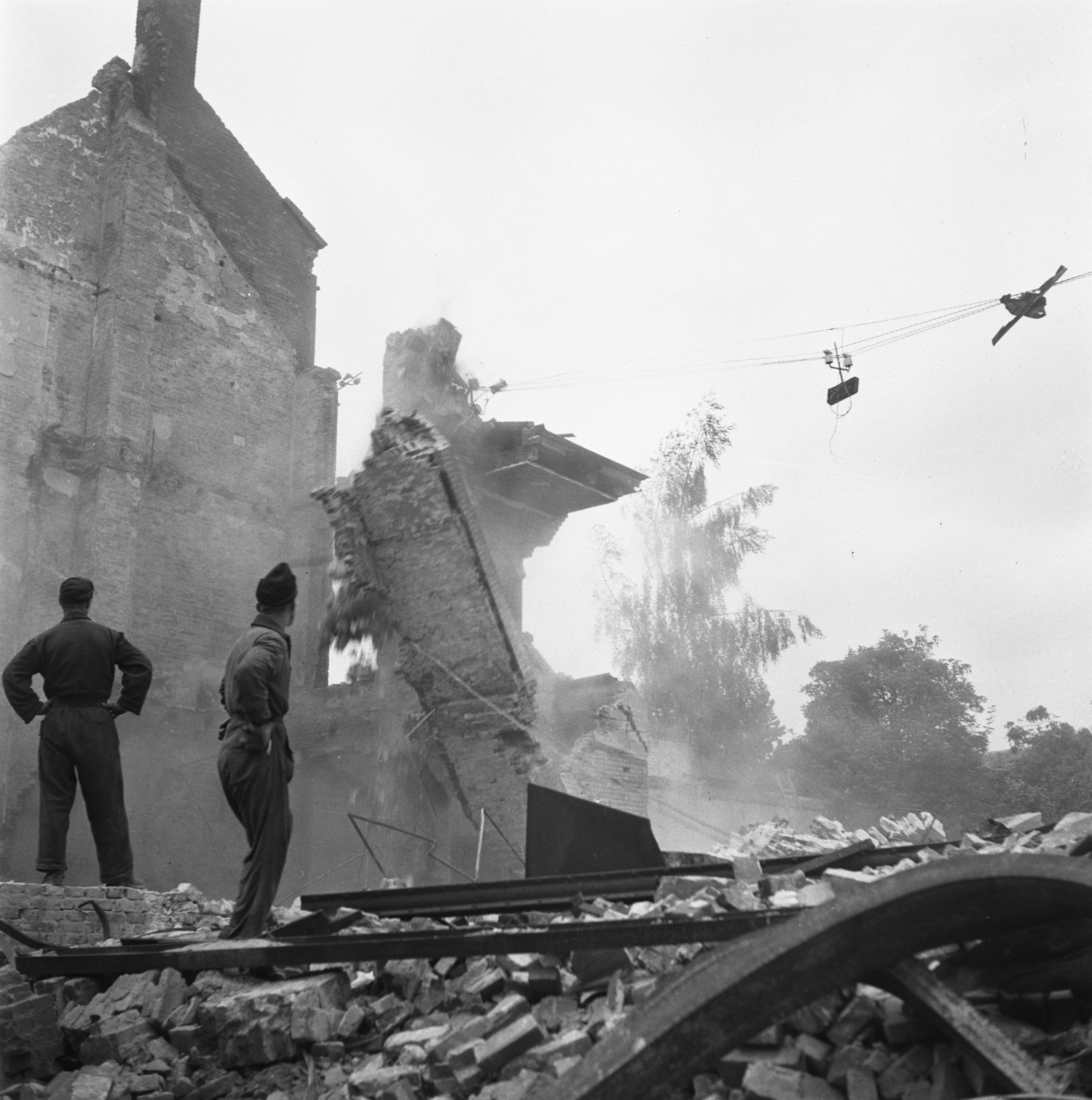
Arnhem după bătălie.

Cifrele pierderilor germanilor sunt mai puțin exacte decât cele ale aliaților, iar cifrele oficiale nu au fost publicate niciodată. Un raport emis cel mai probabil de Corpul II Panzer SS pe 27 septembrie amintește de pierderea a 3.300 de oameni (1.300 de morți și 2.000 de răniți) în luptele din jurul orașelor Arnhem și Oosterbeek. Robert Kershaw, pornind de la rapoarte incomplete, a identificat pierderi care se ridică la „cel puțin” 2.500 de oameni. În lucrarea „Roll of Honour: Battle of Arnhem 17–26 September 1944”, J.A. Hey din cadrul  „Society of Friends of the Airborne Museum, Oosterbeek” a identificat 1.725 germani uciși în luptă in regiunea Arnhem. Toate aceste cifre sunt cu mult mai mari decât estimarea prudentă a lui Model de 3.300 de militari pierduți în timpul desfășurării întregii operațiuni Market Garden.

### Arnhem
Documentele olandeze sugerează că în timpul luptelor au murit cel puțin 453 de civili, uciși de bombardamentul  aliat din prima zi a operațiunii sau în timpul luptelor din zilele care au urmat. După încheierea luptelor, civilii din Arnhem și satele din jurul orașului au fost evacuați forțat, ceea ce a permis germanilor să transforme malul de nord al Rinului într-o zonă defensivă puternică.  Celor care locuiseră în zonă nu li s-a permis să se reîntoarcă la casele lor fără să aibă un permis, iar cei mai mulți nu au revenit până la sfârșitul războiului. Casele olandezilor au fost jefuite în mod sistematic, bunurile furate fiind trimise ca ajutoare victimelor bombardamentelor aliate din Germania. Germanii au continuat să lupte cu forțele aliate pe câmpurile dintre Arnhem și Nijmegen, iar podul pentru care parașutiștii britanici au luptat atât îndârjit a fost în cele din urmă distrus de aliați din motive tactice. Pe 7 octombrie, podul a fost distrus în timpul unui raid aerian al Escadrilei a 344-a americane. Clădirile din Arnhem au fost bombardate intensiv de artileria aliată în lunile care au urmat și au suferit noi distrugeri când orașul a fost în cele din urmă eliberat în aprilie 1945.

## Cinstirea memoriei celor care au luptat la Arnhem

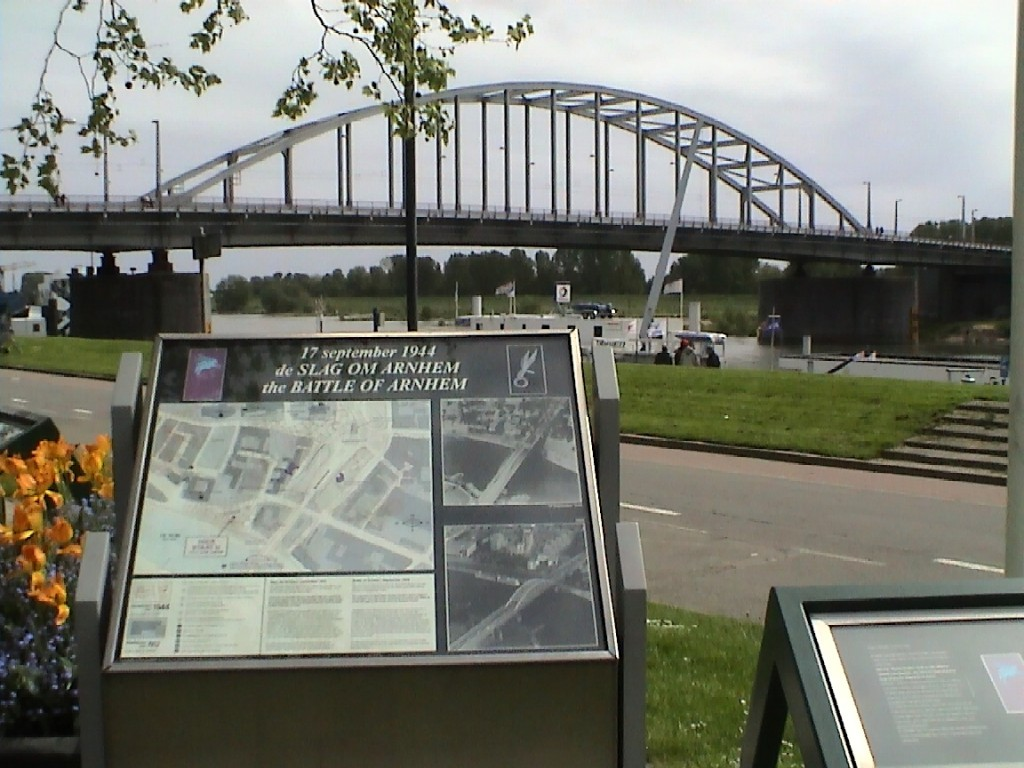
Podul „John Frost”, vedere dinspre memorial.

În ciuda faptului că a fost un mare eșec al forțelor britanice, Arnhem a devenit un simbol al spiritului de luptă al poporului britanic și un exemplu de dârzenie pentru parașutiști. Montgomery a declarat că „în anii care vor veni va fi un lucru mare pentru un bărbat să spună: Am luptat la Arnhem”, o predicție care se pare că a fost confirmată de mândria soldaților care au luat parte și de dorința unora dintre cei care nu au participat la această bătălie să pretindă că au fost acolo.
După evacuarea din timpul Operațiunii Berlin, soldații au primit ca niște eroi în Anglia. A fost publicată în scurtă vreme o listă a 59 de militari decorați (dintre cei 2.000 care s-au reîntors) și aceștia au fost primiți într-o ceremonie specială la palatul Buckingham în decembrie. O listă a doar 25 de militari decorați dintre cei 6.000 care nu s-au mai întors în patrie a fost publicată de abia în septembrie 1945.
Cinci dintre participanții britanici la luptele de la Arnhem au primit cea mai înaltă distincție militară pentru vitejie – Crucea Victoria. Patru dintre ei au fost membri ai forțelor aeropurtate, iar unul al RAF. 
Drapelele de luptă a șase unități militare britanice au fost decorate pentru participarea la bătălia de la Arnhem în cadrul unor ceremonii din anii 1956, 1957 și 1958.
După eliberarea Olandei, funcționarii Armatei a 2-a au început munca pentru identificarea soldaților căzuți la datorie. Rămășițele lor pământești au fost îngropate într-un cimitir militar de la nord de Oosterbeek aflat din subordinea Comisiei pentru Cimitirele de Război a Commonwealthului. Acest cimitir are aproximativ 1.800 de morminte fiind cunoscut și ca „Cimitirul trupelor aeropurtate”. Trei sferturi dintre morminte sunt ale celor care au murit în timpul bătăliei de la Arnhem din 1944. În 2003 erau încă 138 de morminte ale unor soldați neidentificați, iar rămășițe umane, echipamente militare și arme sunt descoperite și în zilele noastre în timpul lucrărilor agricole executate pe câmpurile din jurul orașului.
În Germania, bătălia a fost considerată o mare victorie  și opt soldați au fost decorați cu Crucea de Cavaler a Crucii de Fier. Soldații germani căzuți la datorie au fost înmormântați în „Cimitirul eroilor SS” de lângă Arnhem, dar după război, rămășițele lor pământești au fost reînhumate la Ysselsteyn.

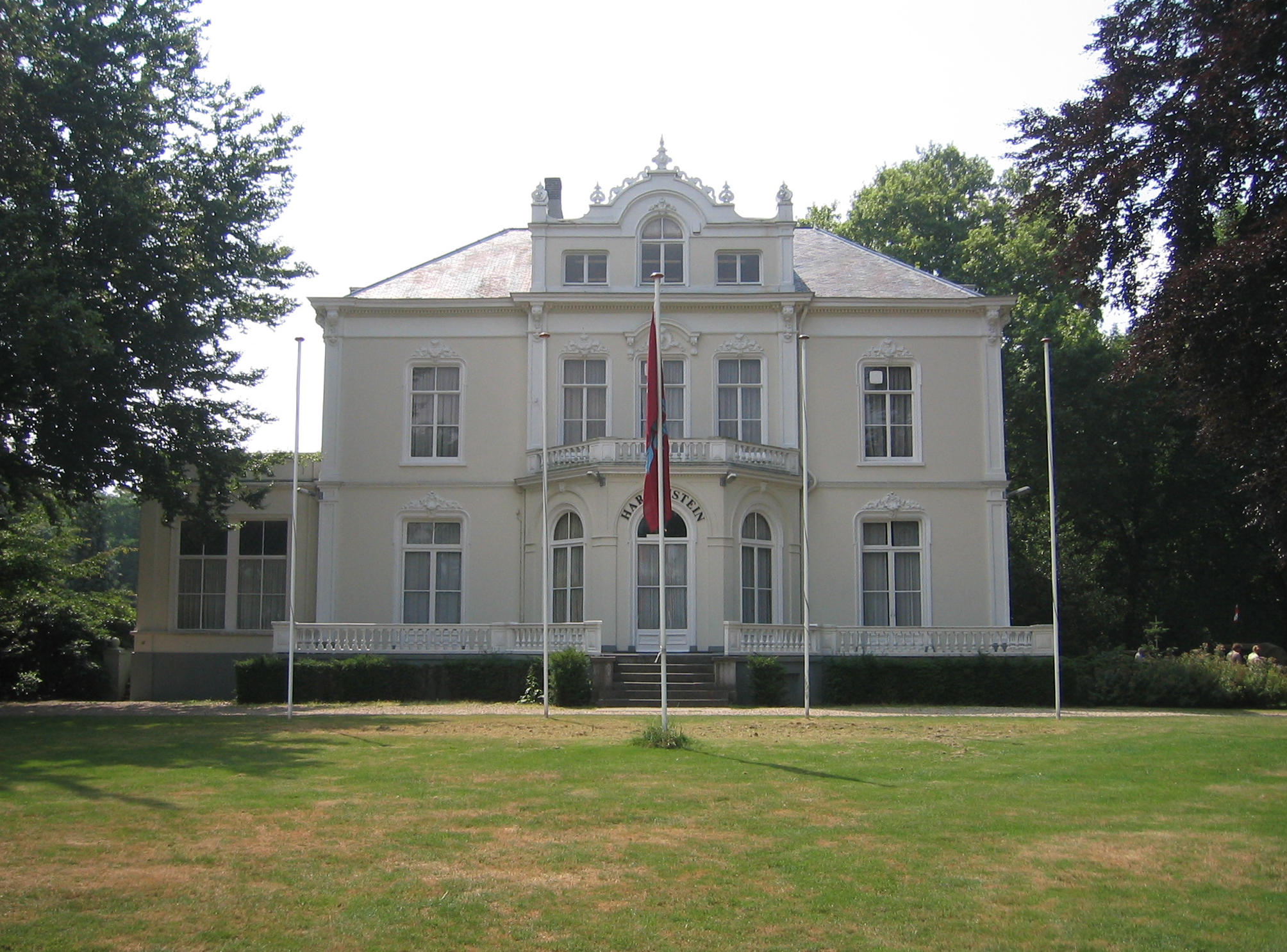
Muzeul forțelor aeropurtate organizat în fostul Hotel Hartenstein.

Podul rutier distrus de la Arnhem a fost înlocuit cu o succesiune de poduri prefabricate până când a fost reconstruit în aceeași formă cu originalul. Podul a fost rebotezat în cinstea lui John Frost pe 17 decembrie 1977.
Pe 31 mai 2006, regina Beatrix a Țărilor de Jos a conferit două ordine militare forțelor poloneze care au participat la bătălia de Arnhem. Brigada I independentă de parașutiști a primit Ordinul militar Willem, iar Stanisław Sosabowski a fost decorat post-mortem cu Leul de Bronz. În februarie 2006  a fost lansată o inițiativă publică pentru strângerea de fonduri în vederea ridicării unui monument dedicat parașutiștilor polonezi și generalului Sosabowski. Memorilaul a fost dezvelit în septembrie 2006 în cadrul unei ceremonii care a încercat să repare nedreptatea făcută polonezilor în 1944.
Hotelul Hartenstein, utilizat de Urquhart pentru găzduirea cartierului său general, este acum sediul Muzeului trupelor aeropurtate. Au mai fost dezvelite câteva memoriale în Arnhem și Oosterbeek, iar în zonă este organizată anual o paradă militară. Pe unul dintre monumente se poate citi: „Oamenilor din Gelderland; acum 50 de ani, soldații aeropurtați britanici și polonezei au luptat aici împotriva unor forțe copleșitoare ca să deschidă o cale spre Germania și să termine războiul mai repede. În loc de acestea, noi am adus moarte și distrugere pentru care nju ne-ați făcut niciodată vinovați. Această piatră este mărturia admirației noaste pentru marele dumneavoastră curaj, amintind în special de femeile care ne-au îngrijit răniții. În iarna lungă care a urmat familiile dumneavoastră și-au riscat viețile adăpostind soldații și piloții aliați, în vreme ce membrii Rezitenței i-au condus pe  mulți în locuri sigure.”

## Vedeți și
- Operațiunea Pegasus evacuarea supraviețuitorilor de la bătăliei de la Arnhem.
- A două bătălie de la Arnhem din aprilie, când orașul a fost eliberat de trupele aliate.
- William de Orania (porumbel)

## Resurse internet
- Operațiunea Market Garden Arhivat în 21 iulie 2011, la Wayback Machine. – bătălia de la Arnhem
- Paradata – Arnhem Arhivat în 18 august 2010, la Wayback Machine. –  Arhiva bătăliei de la Arnhem
- Arhiva Operațiunii Pegasus.
- Înălțimea 107 Bătălia de la Arnhem.
- Defending Arnhem Arhivat în 14 decembrie 2014, la Wayback Machine. bătălia de la Arnhem din punctul de vedere al germanilor
- Historynet: Last stand at an Arnhem Schoolhouse Descrierea luptelor de la pod.
- Arnhem Airborne Cycle Route Cicloturism pentru vizitarea principalelor repere ale luptelor de la Arnhem
- The Airborne March at Oosterbeek marșul de comemorarea a bătăliei de la Arnhem – eveniment anual din prima sâmbătă a lunii septembrie.